# Шлёцер, Татьяна Фёдоровна
Татья́на Фёдоровна Шлёцер (1883, Витебск, Северо-Западный край, Российская империя — 10 марта 1922, Москва, РСФСР) — фактическая вторая жена русского композитора Александра Скрябина, мать троих его детей: Ариадны (1905), Юлиана (1908) и Марины (1911). Младшая сестра искусствоведа и музыкального критика Бориса де Шлёцера.
Встреча с Татьяной Шлёцер резко переменила жизнь Скрябина и подвела его к разрыву с законной супругой, Верой Ивановной. Уход Скрябина из семьи без расторжения брака к Татьяне Шлёцер был крайне неоднозначно воспринят его родственниками, друзьями, знакомыми, а также в артистических и околомузыкальных кругах. Соответственным образом разделились на две различные группы и оценки личности Татьяны Фёдоровны и её роли в жизни композитора.
Период совместной жизни с Татьяной Шлёцер был ознаменован для Скрябина активной концертной и гастрольной деятельностью, а также сильнейшим творческим подъёмом. Именно в это время композитор создал свой уникальный стиль, разительно отличающий его среди всей истории музыки, за эти годы им были написаны важнейшие новаторские произведения, включая «Поэму экстаза» и «Прометей», задумано и начато воплощением грандиозное квазилитургическое синтетическое действо «Мистерия». Вместе с тем, для Скрябина это были годы изнурительной работы, а для его новой семьи — годы трудностей и лишений, поначалу связанных с двусмысленным семейным положением композитора, а после возвращения в Россию — с началом войны.
После внезапной смерти Скрябина в 1915 году Татьяна Фёдоровна стала хранительницей его наследия, основателем и первым директором московского дома-музея композитора на Арбате. Скончалась Татьяна Шлёцер-Скрябина незадолго до открытия музея для посетителей, через три года после трагической гибели сына Юлиана. В последние годы жизни она была дружна с поэтессой Мариной Цветаевой.

## Биография
Отец Татьяны, Фёдор Юльевич Шлёцер (1842—1906), был юристом, выходцем из Германии. В Россию он перебрался из родного городка Бад-Наухайм вслед за своим старшим братом, пианистом и педагогом Павлом Юльевичем Шлёцером (1840—1898). Павел Юльевич сделал успешную преподавательскую карьеру, получив в 1891 году место профессора по классу фортепиано в Московской консерватории. В списке его учеников можно обнаружить много имён, впоследствии вошедших в «скрябинский круг», да и во многом этот круг сформировавших. Так, у Павла Шлёцера учились: Вера Исакович — будущая жена Александра Скрябина, Леонид Сабанеев — будущий друг и биограф композитора, Елена Гнесина — основатель музыкального училища, которое посещали старшие дети Скрябина и Татьяны Шлёцер. В отличие от брата, Фёдор Юльевич ограничил себя жизнью и работой в провинции, в Витебске.
Мать Татьяны, Мария Александровна Боти (1847—1937), француженка, семья её жила в Брюсселе. С ранней молодости проявила яркую музыкальную одарённость, поступила в Петербургскую консерваторию в класс знаменитого пианиста и педагога Теодора Лешетицкого. Высказываются обоснованные предположения, что там она, возможно, познакомилась с рано умершей от чахотки матерью Александра Скрябина, Любовью Петровной Щетининой (1850—1873), учившейся у Лешетицкого в то же время. Выйдя замуж за Фёдора Шлёцера, Мария Александровна не оставила занятий фортепьяно и до глубокой старости могла продемонстрировать блестящее исполнительское мастерство.
Обособленно существует и версия еврейского происхождения семьи Шлёцеров. Так, по свидетельству музыковеда Якова Сорокера, известная исследовательница жизни и творчества Скрябина В. П. Дернова сообщала ему в частном письме: «Шлёцеры были полностью или частично евреи». И в другом: «Они евреи, не знаю только, в первом ли поколении. М[ожет] б[ыть] они то, что называется „выкресты“». Сорокер присоединяется к этому мнению, полагая, что предки Шлёцеров были эльзасскими евреями. Леонид Сабанеев также всегда считал Шлёцеров евреями, по его выражению, «в простоте душевной».
Дом Шлёцеров в Витебске был одним из культурных центров города, в нём постоянно собирались интересные творческие личности, обсуждались новинки литературы и искусства, звучала музыка. В этом же городе родились и дети Шлёцеров — старший, Борис (1881) и младшая, Татьяна (1883). Борис окончил философский факультет Брюссельского университета, изучал теорию музыки в Париже. В дальнейшем он проявил себя как одарённый пианист, композитор, а также поэт и переводчик русской классики на французский язык, однако имя себе сделал, прежде всего, в качестве искусствоведа и музыкального критика.

### До встречи со Скрябиным

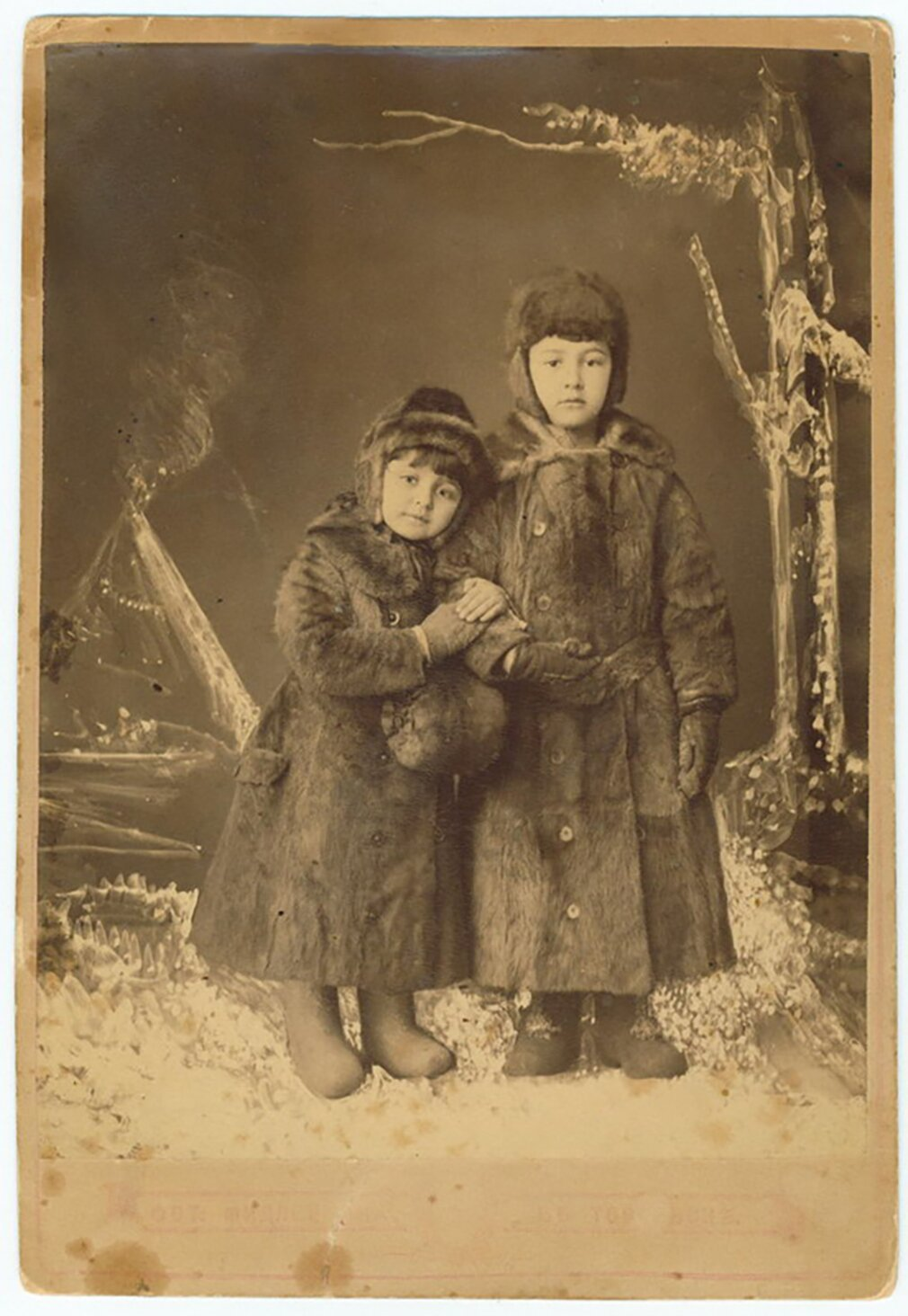
С братом Борисом Шлёцером в детстве (постановочное студийное фото)

Татьяна Шлёцер, так же как и её брат, получила хорошее начальное образование. Она окончила пансион в Витебске, выучилась игре на фортепиано под руководством матери и дяди, Павла Юльевича, у которого семья часто гостила в Москве.
С творчеством Скрябина Татьяна познакомилась в четырнадцать лет, задолго до личной встречи, в основном, по тем его сочинениям, которые публиковались музыкальным издательством Беляева. Очень скоро Татьяна настолько увлеклась Скрябиным, что не хотела играть больше никакой музыки. Одно время она с родителями жила в Пятигорске и там на концерте услышала Третью сонату в исполнении любимого самим Скрябиным пианиста Всеволода Буюкли. После этого Татьяна твёрдо решила отправиться в Москву и познакомиться со Скрябиным лично. Для этого у неё была вполне реальная возможность, ведь Скрябин в своё время окончил Московскую консерваторию, где преподавал дядя Татьяны, а Вера Исакович ещё до замужества со Скрябиным, будучи студенткой консерватории, даже жила в доме профессора Шлёцера на полном пансионе. Более того, сами Шлёцеры и занимались устройством брака Скрябина и Веры, причём особую роль в этом сыграла Ида Юльевна, старая незамужняя и бездетная тётка Татьяны, долгие годы жившая вместе с братом, а затем и в семье самого Скрябина.
Леонид Сабанеев, друг и биограф Александра Скрябина, позднее вспоминал:

В доме Шлёцера, жившего в Гнездниковском тупике, я впервые познакомился с молодой барышней, Верой Ивановной Исакович, которой было суждено вскоре стать женой Скрябина; в эти же годы как-то мельком я видал в его доме маленькую востроглазую девочку, которая была не кто иная, как Татьяна Фёдоровна Шлёцер, племянница моего маэстро, Павла Юльевича, та самая, которой суждено было впоследствии сыграть такую видную роль в судьбе гения русской музыки. — из воспоминаний Леонида Сабанеева
Летом 1898 года Павел Юльевич скончался в Наухайме, и нить, которая могла связать Татьяну с её кумиром, оборвалась. Однако вскоре ей представился ещё один шанс.
Около 1900 года Александр Скрябин, всегда интересовавшийся философией и видевший ключ к постижению и преобразованию мира в синтетическом искусстве, познакомился с кружком философов и, занимая субъективно-идеалистические позиции, стал членом Московского психологического общества. Ближе чем с другими, он сошёлся с философом-идеалистом Сергеем Трубецким. В 1901 году в Россию из Бельгии после окончания университета в качестве постоянного корреспондента одного из брюссельских журналов вернулся Борис Шлёцер, также вступивший в этот кружок.
Впервые Борис Шлёцер, по собственным воспоминаниям, встретился со Скрябиным ещё в 1896 году, когда гостил в Москве у своего дяди Павла Юльевича. Тогда Скрябин исполнил несколько своих прелюдий. И хотя в тот раз они не перекинулись и парой фраз, скрябинская манера игры и весь его облик произвели неизгладимое впечатление на пятнадцатилетнего Бориса.

### Встреча со Скрябиным
В ноябре 1902 года Борис Шлёцер с сестрой проживали в гостинице «Принц» — Татьяна специально приехала в Москву, чтобы встретиться со Скрябиным — и Борис пригласил к ним композитора. Татьяна сразу же объявила о своём желании брать у Скрябина частные уроки, а затем Скрябин сел за рояль и играл новым знакомым свои сочинения до 11 часов вечера. Поскольку музицировать позднее в гостинице не разрешалось, Скрябин повёл Шлёцеров к себе домой и там играл им до двух часов ночи. Композитор был потрясён отношением Татьяны к нему и его музыке: она знала и понимала его сочинения до последних деталей, а самого Скрябина буквально боготворила.
Воодушевлённый этим знакомством, летом следующего, 1903 года Скрябин напишет Фёдору Юльевичу Шлёцеру восторженное письмо:

Глубокоуважаемый Фёдор Юльевич!
 …Позвольте мне <…> высказать ту радость, которую мне доставило знакомство с Вашими детьми. Я нашёл в них добрых друзей, интересных собеседников и тонких ценителей искусства, подаривших художнику много приятных минут. Надеюсь, что их кратковременное пребывание в Москве было только началом наших отношений, и искренне желаю увидеть их снова и как можно скорее.

### Роман со Скрябиным
Семейная жизнь с Верой Ивановной и детьми к этому времени успела изрядно опостылеть Скрябину. Он сожалел о поспешном браке, не находя у жены понимания своего настоящего мессианского предназначения, подлинного сочувствия, возвышенного сопереживания — всего того, в чём он остро нуждался, и что увидел в Татьяне с первых же минут знакомства. Молодые Шлёцеры стали часто бывать в доме композитора, Татьяна брала у него уроки. Среди домашних и знакомых Скрябина почти сразу сложилось настороженно-неприязненное отношение к ней. Так, его дочь Мария Александровна, вспоминая свои первые впечатления от новой гостьи, рисует мрачный, почти зловещий образ, называя её маленькой, коротконогой и злой. Татьяна Фёдоровна никогда не смеялась, и некоторую «злобность» в её облике отмечали и другие современники. Сабанеев, впервые увидевший её через несколько лет, так описал своё впечатление:

Бледная маленькая брюнетка с узкими, злыми губами и редкими взорами в лицо собеседнику. Она держится с преувеличенной строгостью. «Как принцесса крови», — подумал я.<…> Мне её фигура сразу показалась какою-то трагической, роковой, впечатление усиливалось от её тёмного цвета и неподвижности. — из воспоминаний Леонида Сабанеева

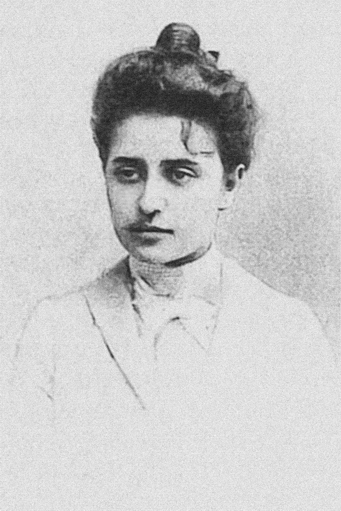
Татьяна Шлёцер, 1903

Своё воспоминание о подруге Скрябина оставила Маргарита Кирилловна Морозова, ученица и меценатка Скрябина: «Мне показалась Татьяна Фёдоровна очень интересной. Она была тёмная брюнетка, довольно смуглая, с очень красивыми, большими, томными глазами. Её портил очень небольшой рост при крупной голове и крупных чертах лица. Мне показалась она умной, очень сдержанной и скорее холодной». Это первое как бы «объективное» впечатление о Татьяне дополняют эмоции последующих событий:

Удивительно, как она была всегда мрачна, я никогда не замечала, чтобы она смеялась. Говорила она мало и очень тихо и невнятно. Во время наших бесед в саду она изредка вставляла слово, и обычно это было что-нибудь высокопарно-льстивое по отношению к Александру Николаевичу, вроде, например: «Когда Александр Николаевич будет господин мира, тогда это ему будет не нужно, но пока…»— из воспоминаний М. К. Морозовой
Даже сам Скрябин поначалу был несколько насторожен и смущён — как внешним видом Татьяны, так и её неуёмными патетическими восторгами в свой адрес. И это при том, что Скрябин и сам был весьма склонен к пафосу по отношению к себе и своему искусству. Говорили, что Татьяна могла часами стоять на коленях перед Скрябиным, с распущенными волосами, слушая как он играет и повторяя только одно слово: «Бог, бог…». После первого посещения Шлёцерами их дома Скрябин, всегда чрезвычайно мнительный в отношении всякой заразы, поглядев на чашку, из которой пила Татьяна, сказал жене: «Вушенька, помой эту чашку хорошенько. У неё чахоточный вид».
Впрочем, Скрябин быстро привык к восторгам, расточаемым Шлёцерами, и вскоре увлёкся Татьяной. Смягчилось к ней и отношение некоторых его родных и знакомых. Мемуаристы вспоминают, что Татьяна Фёдоровна сильно грассировала, её голос — гортанный и довольно низкий — Сабанеев назвал «неприятным, несколько скрипучим». Татьяну трудно было назвать красивой, но она определённо обладала особым шармом весьма оригинальной, интересной и притягательной женщины. Нервная и экзальтированная, она не обладала крепким здоровьем; однажды, поднявшись по лестнице на четвёртый этаж в скрябинскую квартиру, где её ожидала первая встреча с Маргаритой Кирилловной Морозовой, Татьяна оконфузилась, лишившись чувств от усталости и волнения.
Но главным, конечно, было её восторженное отношение к Скрябину, созвучность мыслей и чувств в метафизическом отношении к миру. Ольга Монигетти, друг юности композитора, оставила о Татьяне Шлёцер такие воспоминания:

Взор, вдохновлённо устремлённый на Александра Николаевича, когда он играл, разговор, никогда не касавшийся ничего земного, прозаического, а витавший в глубоко отвлечённых, мистических высотах, — всё это создавало вокруг её личности тот ореол таинственной глубины, скрытых талантов и каких-то тонких, сверхчеловеческих переживаний, недоступных простым смертным, — всё это неотразимо действовало на впечатлительную, поэтическую натуру Александра Николаевича, жаждавшего вырваться из повседневной прозы жизни. — из воспоминаний Ольги Монигетти
Вере Ивановне оставалось только признать, что Татьяна Фёдоровна и Александр Николаевич составляют удивительно подходящую пару, и принять как данность тот факт, что их взаимоотношения переросли отношения учителя и ученицы, уповая, что это увлечение мужа окажется таким же недолгим, как и предыдущие.
1903 год выдался для Скрябина удивительно насыщенным в творческом плане. В феврале в издательстве Беляева выходит Вторая симфония, а летом, находясь вместе с семьёй на даче в Оболенском, Скрябин усердно сочиняет Третью — Божественную — а попутно ещё более 30 произведений для фортепиано, чтобы отработать накопившийся перед издательством Беляева долг. Из Оболенского он регулярно пишет Шлёцерам. Поначалу письма адресованы Борису, но с какого-то момента, словно решившись переступить некую грань, Скрябин начинает обращаться напрямую к Татьяне. Его письма темпераментны и полны чисто «скрябинской», напористой заботы:

Настроение должно быть спокойное, спокойное. Единственное, о чём нужно думать и чему нужно отдать всё время и все заботы — это здоровье. Всё остальное будет. Я всем своим существом хочу, чтобы было — и будет.

Вернувшись в Москву, Скрябин строит крупные планы на будущую жизнь и работу в Швейцарии. Заранее он заручился поддержкой своего издателя и близкого друга, Митрофана Петровича Беляева: и тот обещал Скрябину обеспечить безбедное проживание всей его семьи в Женеве. Также композитор мог всегда рассчитывать на поддержку своей благодетельницы Маргариты Кирилловны Морозовой.
Ещё находясь в Москве, Скрябин неосторожно признался своему учителю, Василию Ильичу Сафонову, о намерении развестись с Верой Ивановной, с которой к тому времени уже прижил четверых детей, и жениться на Татьяне Шлёцер. Василий Ильич, всегда хорошо относившейся к Вере, категорически не одобрил такого решения и, со свойственной для него резкостью, принялся горячо отговаривать композитора от крайне предосудительного и аморального шага. Такая реакция Сафонова буквально потрясла Скрябина: он никак не ожидал от своего старшего друга подобного несочувствия и непонимания той роли, которую играет в его жизни Татьяна, и с тех пор стал считать своего бывшего учителя личным врагом. Этот принцип зачисления людей в друзья или враги, в зависимости от отношения к присутствию в его жизни Татьяны Фёдоровны, стал в дальнейшем для Скрябина определяющим:

…Я, наконец, познакомился совершенно неожиданно с его новой женой — Татьяной Фёдоровной. Вышло это как-то очень просто и случайно. Мы просто поздоровались и друг на друга посмотрели «доброжелательными» взорами. Видимо, для вступления в круг планетного мира Скрябина это было главное условие — смотреть на Татьяну Фёдоровну доброжелательно. — из воспоминаний Леонида Сабанеева
Зимой на Скрябина обрушился новый удар — в Петербурге умирает Беляев, и управление издательством переходит к Совету душеприказчиков, в который по воле покойного вошли маститые петербургские композиторы Римский-Корсаков, Лядов, Глазунов, а также родной брат покойного Митрофана Петровича. Практически сразу Совет предложил Скрябину новые условия сотрудничества, урезав его гонорары вдвое, чем фактически уравнял его с прочими издаваемыми сочинителями. Это неприятное известие застало Скрябина буквально «на чемоданах» и не на шутку его встревожило, однако менять планы было уже поздно. В ответ Скрябин попросил Совет и лично своего друга Лядова посодействовать сохранению прежних условий. В этот сложный период жизни Скрябину было особенно важно не только сохранить прежние гонорары за сочинения, но и возможность получать их авансом, хотя это формально противоречило уставу беляевского издательства.
В феврале 1904 Скрябин уезжает на постоянное жительство в Женеву. Причиной этого отъезда, так долго и тщательно подготавливаемого, биографы прежде всего называют амбициозность Скрябина, поставившего своей целью «завоевание Европы» и мира. Но и распад семьи также приближал отъезд Скрябина из России, превращая его в форменное бегство:

Поначалу Скрябины бывали у нас запросто и всегда вдвоём, бывали и с детьми. По мере развития конфликта стали приходить, и всё чаще, порознь. Когда же разрыв произошёл, Скрябин, словно бы всех спасая, как в изгнание, как в бегство в одиночество, уехал — и надолго — за границу. Вера Ивановна осталась с детьми в Москве, бывая по-прежнему у нас.
— из воспоминаний Александра Пастернака

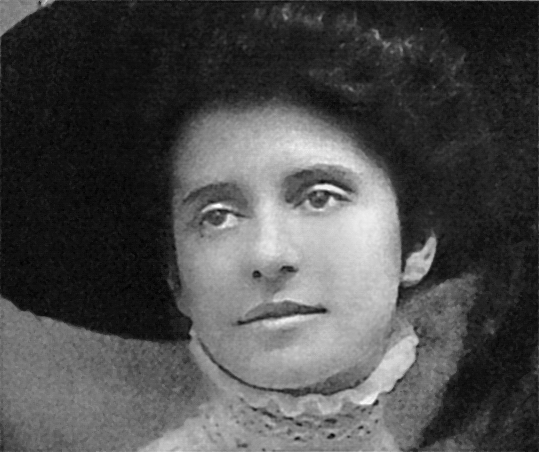
Татьяна Шлёцер, 1905

Находясь в Женеве, Скрябин переписывается и с женой, и с Татьяной Фёдоровной. Через месяц после отъезда мужа Вера Ивановна с детьми присоединяется к нему, и они обосновываются в дачном посёлке Везна, на берегу Женевского озера, поскольку проживание в столице семьёй из шести человек слишком накладно и Скрябин такого себе позволить не может. Он вынужден соблюдать «конспирацию» и постоянно ездить пароходом или трамваем, а то и ходить пешком в город, на почту, куда Татьяна Фёдоровна пишет ему до востребования.
Скрябин сильно нервничает и вообще ведёт себя странно, чтобы не сказать — бестактно. По всей видимости, он не отдавал себе отчёта, что слухи о его «тайной связи» с Татьяной Фёдоровной уже давно передаются из уст в уста, и пытался сохранить этот факт в тайне, сообщая об «очень важном событии моей жизни» под большим секретом. Так, в марте он просит Маргариту Кирилловну Морозову, ставшую для него новой опорой после смерти Беляева, проэкзаменовать своего свежеиспечённого «врага» — Сафонова, которому он столь опрометчиво доверился, рассказав о своих планах. По замыслу Скрябина, беседуя с Сафоновым, Маргарита Кирилловна должна была притвориться, будто ничего не знает о намерениях Александра Николаевича, в то же время провоцируя его выдать «тайну». Состоялся ли этот странный экзамен, доподлинно неизвестно, однако это маловероятно, поскольку в скрябинском семейном конфликте Маргарита Кирилловна вслед за другими заняла, хотя и более деликатно, сторону Веры Ивановны.
Скрябин уже всё для себя решил и не собирался жить в Европе с прежней семьёй. Чувствуя свою вину перед Верой Ивановной, он готовит её к самостоятельной жизни концертирующей пианистки, исполняющей его сочинения. Они вновь и вновь проходят и повторяют материал, и это в результате принесло свои плоды: многие современники позднее отдавали предпочтение Вере Ивановне как лучшему исполнителю фортепианных сочинений Скрябина.
Чтобы, наконец, распутать — или разорвать — тугой узел отношений, Скрябин задумал хитроумную комбинацию: из Москвы он вызывает Татьяну Фёдоровну, а вслед за ней на целый год приглашает в Швейцарию и Морозову с большим семейством, пообещав подыскать подходящее жильё на берегу Женевского озера. Татьяна приехала в апреле, одна, без брата. Скрябин тайно встретил её на вокзале и так же тайно поселил в двух километрах от Везна, в дачном посёлке Бель-Рив.
Появление Татьяны Скрябин пытается скрыть от жены «до приезда Маргариты Кирилловны», по всей видимости, надеясь на посредническую помощь своей покровительницы в решающем разговоре с Верой Ивановной. Однако ко времени появления Морозовой Вере уже всё было известно — «доброжелатели» оповестили её письмом из Москвы — и она прямо пожаловалась всё той же Маргарите Кирилловне, что её «не особенно обрадовал приезд Тани Шлёцер». План Скрябина провалился, но «зато» Татьяна Фёдоровна получила возможность открыто навещать Скрябиных на правах ученицы Александра Николаевича.
И Татьяна воспользовалась этой возможностью в полной мере. Едва ли не целыми днями она находилась на даче Скрябиных, всячески стараясь дискредитировать Веру Ивановну в глазах мужа:

Её присутствие страшно нервировало Веру, она едва сдерживалась и часто убегала наверх со слезами на глазах. Особенно меня поразило то, как Татьяна Фёдоровна подчёркивала каждое слово, сказанное Верой, и восклицала: «Не правда ли, какие глупости, Александр Николаевич. Вы слышите?!»… Она буквально высмеивала всё, что бы ни говорила Вера. Такое обращение было… постоянным и систематическим. Мне было невыносимо тяжело видеть всю дрожащую, бледную Веру, которая едва сидела за столом. — из воспоминаний М. К. Морозовой
Морозова ещё раз высказала свои сомнения и опасения Скрябину, уговаривая его не расходиться с Верой, и снова всё как следует обдумать. Ответ был холоден: Маргарита Кирилловна, безусловно, ошиблась в своих наблюдениях, не сумев понять Татьяну Фёдоровну, оценить её несомненные достоинства. Скрябин передал этот разговор Татьяне, от которой у него не было секретов, и в дальнейшем отношения двух женщин никогда не пересекали границ обычной учтивости.
Вскоре в скрябинский домик приехал отец Веры Ивановны, и в октябре она увезла его в путешествие по Италии, оставив детей на попечение мужа и гувернантки, а самого Александра Николаевича — почти в полном распоряжении Татьяны Фёдоровны. За это время Скрябин успевает завершить партитуру «Божественной поэмы» (Симфонии № 3), в письмах он аккуратно сообщает жене о своём продвижении. В ноябре, по возвращении Веры Ивановны, из Везна на гастроли в Париж уезжает уже сам Скрябин. Там он собирается познакомить публику со своей свежей Третьей Симфонией. Внутренне Скрябин давно освободился от семейных уз. Предощущая новую жизнь, он старается передать то же настроение и Вере Ивановне, искренне надеясь, что это может смягчить разрыв или сделать его безболезненным также и для неё:

Пора тебе стать человеком и взять себя в руки. Смотри, кругом у всех сколько неприятностей и даже несчастья, и всё-таки не только находят силу перенести, но ещё и радуются! <…> Помни, милая, работа даст тебе всё-всё, чего ты захочешь, — и радость, и блеск.<…> Я всё сделаю, чтобы помочь тебе выбраться на дорогу, даже Сафонову напишу специальное письмо о твоих успехах. 

Татьяна Фёдоровна в это время вынуждена жить у родственников в Брюсселе, непрестанно подвергаясь с их стороны попрёкам и укоризнам за связь с женатым человеком. Чтобы хоть немного облегчить ей жизнь, Скрябин идёт на очередную неловкую хитрость: пишет письма изменённым почерком. Но вечная рассеянность снова выдаёт его с головой: сосредоточившись на «конспирации», Скрябин забывает наклеивать на письма марки, его послания попадают прямиком в руки родственников Татьяны, которым к тому же приходится за них доплачивать. В декабре Скрябин навещает Татьяну в Брюсселе, но очень скоро возвращается обратно в Париж, вновь оставляя Татьяну во враждебном окружении. Татьяна буквально не находит себе места, засыпая Скрябина экзальтированными письмами, в которых откровенная эротика соединена с патетическими театральными страданиями, и которые во многом напоминают, а местами и повторяют, тексты самого Скрябина:

 Неужели ещё вчера утром мы лежали рядом, после ночи бурных, дивных ласк! Прощай, моя жизнь, мой возлюбленный, мой Бог!.. Обнимаю и целую тебя, мой дивный.<…> Я скучаю по твоей дивной душе, по твоим божественным скорбным слезам. Какие это драгоценные алмазы — здесь их нет. Вечно хотелось бы мне лежать у твоего милого сердца и пить их в темноте ночи. <…> Мне хочется твоего творчества, хочется музыки, поэзии твоей, мысли хочу!

Татьяне Фёдоровне остаётся совершить последние усилие, чтобы расстаться с неприглядной ролью любовницы, получив взамен что-то большее, и она, вечно простуженная и недомогающая, в середине декабря приезжает к Скрябину в Париж. Через месяц Скрябин возвращается в Везна, чтобы предпринять последнюю попытку разойтись с Верой Ивановной мирно и без скандала. Вера, казалось, смирилась с неизбежным и тоже настроилась на новую жизнь. В январе Скрябин, крайне недовольный сложившейся ситуацией и самим собой, уже окончательно покидает семью и возвращается в Париж, откуда пишет Морозовой:

Я ужасно мучаюсь, мне кажется, что я совершил нечто ужасное! Пожалуйста, милая, хорошая моя, лучше ничего не делайте, только не думайте обо мне дурно! 

### В Европе со Скрябиным
На парижскую премьеру «Божественной поэмы» — последнее крупное произведение, представляющее по большей части «прежнего» Скрябина — композитор возлагал самые серьёзные надежды. Предварительно он дал несколько фортепианных концертов, чтобы «разогреть» прессу и публику, а заодно хоть немного подзаработать. Реальность же в очередной раз оказалась куда суровее: из запрошенных на организацию концертов десяти тысяч рублей Морозова смогла ссудить — на два года — лишь три тысячи. На эти средства было возможно организовать только один большой симфонический концерт под управлением знаменитого дирижёра Артура Никиша. Более того, Скрябин был вынужден пойти на уступки, чувствительно задевавшие его самолюбие: в афишах событие преподносилось публике как «Концерт Никиша», но не самого Скрябина — венгерский дирижёр в Париже был куда известнее русского «музыкального гения», — а «гвоздь программы», четырёхчастную «Божественную поэму», пришлось «обрамлять» уже ставшими классическими оперными вещами Вебера и Вагнера. Премьера «Третьей симфонии» состоялась 29 мая в Новом театре, она стала заметным событием и имела значительный успех — на следующий день в газетах, старательно перепечатывавших высказывание советника российского посольства в Париже, Н. Н. Гирса: «На войне у нас поражения, а в искусстве — победа». В коммерческом же отношении предприятие принесло почти полный провал. Более того, оно ознаменовалось ещё и личными неприятностями. Премьеру «Божественной поэмы» инкогнито посетила Вера Ивановна. Она показалась на публике уже после завершения концерта, чем поставила в неловкое положение Александра Николаевича и привела в бешенство находившуюся рядом с ним Татьяну Фёдоровну. Дело едва не закончилось самой натуральной дуэлью между Скрябиным и его антрепренёром Габриэлем Астрюком: по одной из версий, известный парижский денди при появлении Веры Ивановны позволил себе бестактную остроту на тему «двоежёнства» Скрябина. Последующие же несколько дней композитору пришлось сводить денежные счёты, поочерёдно успокаивая обеих дам относительно перспектив поединка.
После премьеры Скрябин, пожалуй, впервые вплотную подошёл к той границе, за которой начинается бедность и нужда. Парижские гастроли в плане материальном не принесли почти ничего. Ежемесячную морозовскую двухсотрублёвую пенсию, а также значительную часть гонораров за публикации Скрябин был вынужден отдавать Вере Ивановне до лета. Главным же препятствием для поправки дел стала уже вызревавшая в нём новая симфония: «Поэма экстаза» — первое большое произведение «обновлённого» Скрябина, вкусившего тот самый «экстаз», необходимой земной проекцией которого для него стала Татьяна Шлёцер. Воплощение замысла требовало полной самоотдачи и отрешения от суеты, необходимость размениваться на написание мелких вещей «ради хлеба насущного» страшно отвлекала и раздражала. Ко всему, ещё и Татьяна Фёдоровна ожидала первого ребёнка. В Париже их уже ничто не держало, да и позволить себе достойное проживание во французской столице они не могли. 17 июня 1905 года Александр Скрябин и Татьяна Шлёцер покинули Париж и отправились в Италию, в маленький городок Больяско на берегу Средиземного моря, где жизнь была не в пример дешевле. Там они сняли три комнаты в неказистом домике у железной дороги и впервые стали жить как супруги, ни от кого не скрываясь, поглощённые друг другом — и «Экстазом».

### «Поэма экстаза»
Собственно, предварительное название произведения, данное ему Скрябиным в черновиках, имело ещё более откровенный вид: Poéme Orgiaque (Оргаистическая поэма) . Своё окончательное «товарное» название Четвёртая симфония получила только к концу 1905 года, причём не без помощи Татьяны Фёдоровны. Рождалась симфония в поистине спартанских условиях: в каком-то кафе Скрябин раздобыл разбитое пианино, тона на полтора ниже нормального строя, их с Татьяной Фёдоровной жилище непрестанно сотрясалось от грохота поездов, проходивших под самыми окнами, и всё это обилие звуков смешивалось с унылым похоронным звоном, разносившемся с колокольни соседней церкви. Кроме того, материальное положение сочинителя дошло до такой скудости, что нередко ему приходилось брать один обед на двоих со своей музой. Несмотря на всё это, по свидетельству бывшей ученицы Скрябина, М. С. Неменовой-Лунц, как-то навестившей его в Больяско, настроение у Александра Николаевича было «чрезвычайно бодрое и жизнерадостное».
И в этот момент ко всем бедам добавилась и ещё одна семейная трагедия. Через две недели после приезда в Италию Скрябин ненадолго отлучился в Везна, чтобы уладить дела своей семьи, а заодно и сообщить Вере Ивановне о беременности Татьяны — этим он разбил последние надежды Веры на восстановление семейного очага. В это же время неожиданно захворала Римма, старшая дочь Скрябиных. На первый взгляд, болезнь не была слишком серьёзной, однако уже на обратном пути в Больяско Скрябина настигает известие о её смерти от заворота кишок. Скрябин спешно возвращается в Швейцарию и безутешно рыдает над могилой дочери, в её уходе из жизни ему чудится кара за свой уход из семьи. И он не одинок в этой уверенности, среди утешительных посланий в скрябинском архиве есть и такое, от Сафонова:

Смерть разлучает нас с дорогими нашему сердцу, но она же укрепляет связь с живыми и близкими нам. Не случалось ли тебе взглянуть на постигшее нас обоих горе как на указание Провидения: на то, чтобы не бросать тебе твоих близких, не делать того шага, который, думается мне, вместо ожидаемого счастья и свободы принесёт тебе горечь и разочарование? Подумай хорошенько, и, может быть, ты со мною согласишься? — Василий Сафонов
Татьяна Фёдоровна не находит себе места от беспокойства: ей кажется, что смерть ребёнка и общее горе могут снова толкнуть друг к другу и сблизить Скрябина с Верой Ивановной. Вне себя от ревности и тревоги, Татьяна забрасывает жалобными и отчаянными письмами Скрябина, и без того раздавленного горем и связанными с ним заботами — утешением Веры и наставлением её на будущую самостоятельную жизнь, организацией похорон и поминок, устройством оставшихся троих детей. Скрябин в ответ пытается оправдываться, ласково упрашивает и вразумляет, снова и снова признаётся в любви, пытаясь успокоить, развеять любые сомнения и подозрения, он подписывает письма «Твой, твой» — дважды, но под конец, вероятно, и сам не выдерживает, впервые начиная проявлять раздражение от назойливой ревности и неотступной опеки:

Есть много причин, по которым я должен остаться ещё 3 дня в Vezenaz. Во-первых, как я тебе уже писал, в воскресенье Риммочке 9-й день и потому в церкви будет отслужена панихида, на которой Вера умоляла меня быть, так как ей слишком тяжело после разлуки со мной, может быть, навсегда, пережить такой печальный день одной. <…> Нужно помочь перевести куда-нибудь детей, ибо они все в коклюше, который…, как говорит доктор, пройдёт только от перемены места. Нельзя не позаботиться о бедной Вере и о детях. Вера со мной, вероятно, в последний раз… 

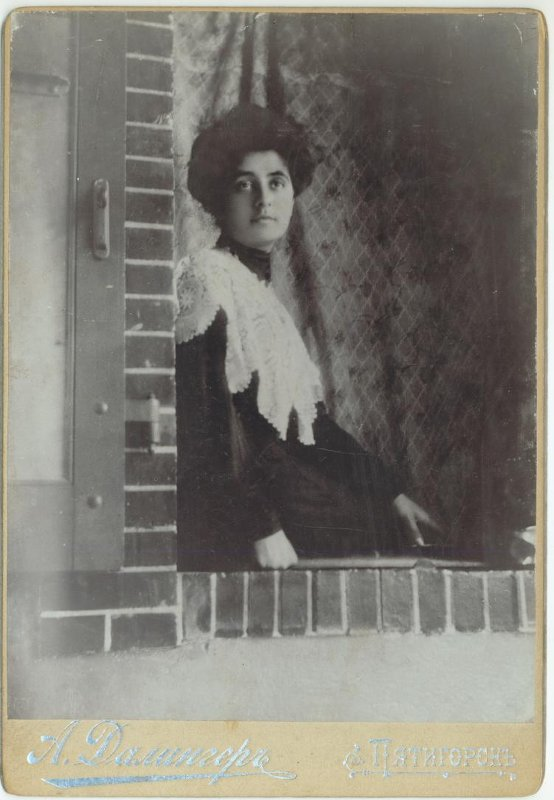
Татьяна Шлёцер, 1906

Встреча на могиле дочери совсем ненадолго сблизила Скрябина с покинутой семьёй и окончательно развела с ней, оказавшись последней между Александром Николаевичем и Верой Ивановной. Все оставшиеся годы жизни Скрябин полностью принадлежал Татьяне Фёдоровне, зорко и ревностно оберегавшей его от приближения любых других женщин.
Следующее событие стало радостным и беспокойным одновременно: в октябре Татьяна Фёдоровна родила первенца, дочь. Роды прошли тяжело, девочке дали редкое имя Ариадна, прозрачно указывавшее и на весьма сложное положение, в котором оказались её родители, и на те надежды, которые они связывали с её появлением на свет. «Оргаистичность» же, разлитая в самом воздухе скромного скрябинского жилища и первые три года жизни окружавшая, не только музыкально, Ариадну, предопределила «экстатичность» её натуры.
К началу следующего 1906 года были окончательно расставлены все точки в отношениях Скрябина с прежней семьёй: отец Веры Ивановны, под угрозой лишения дочери какой-либо поддержки, категорически запретил ей давать согласие на развод, на том же настаивали и её многочисленные утешители. До последнего надеясь на возвращение Скрябина к ней и детям, Вера Ивановна соглашалась на его условия и отступала сколько было возможно, но когда, казалось, все позиции уже были ею оставлены, Вера смогла нанести максимально болезненный удар, испросив у доверчивого супруга согласие на получение бессрочного паспорта, — что, по законам того времени, давало ей полную свободу действий. — А затем, вырвав из рук мужа единственный козырь, попросту отказала ему в предоставлении развода, чем навсегда обрекла «разлучницу» на бесправный и скандальный статус сожительницы. Кроме репутационных издержек, подобное положение дел почти ежедневно доставляло новой семье Скрябина множество неудобств, в том числе и чисто бытовых: проблемой становились совместные путешествия, значительно сложнее было снять комнату в гостинице или квартиру, тем более в хорошем месте, трудно нанять в дом прислугу. У детей такой пары, в глазах закона, как бы и вовсе не было отца, они могли носить только фамилию матери, и устройство их обучения также превращалось в проблему. Злословие и пересуды, которыми сопровождалось каждое совместное появление Скрябина и его гражданской жены на публике, составляли отдельную и основную часть всеобъемлющего унижения. Причём, подобное положение преследовало «незаконных супругов» практически в любой европейской стране и, тем более, в России, где Скрябин несколько лет попросту не решался показаться, пускай даже и один, без Татьяны.

Если бы не моё фальшивое семейное положение благодаря Вере Ивановне, то я бы давно уже выбрался на дорогу и мог бы заниматься распространением своих идей. А теперь силы уходят неизвестно на что.— из письма Скрябина к М. К. Морозовой
Для нанесения второго удара Скрябин вооружил Веру Ивановну, можно сказать, собственными руками. По личной протекции Сафонова, и при поддержке самого Скрябина, с сентября 1905 года Веру зачислили ординарным преподавателем по классу фортепиано в Московскую консерваторию, что позволило ей, наконец, самой «встать на ноги», избавив Александра Николаевича от расходов на содержание покинутой семьи в Европе. А уже в марте, вскоре после переезда новой скрябинской семьи в Женеву, Вера получила возможность продемонстрировать, что занятия со Скрябиным — и без него — не прошли впустую:

Хотела бы я… верить,… что Саша когда-нибудь ко мне вернётся. Но это может случиться только в том случае, если не станет моей соперницы; слишком сильно и крепко она его держит и никогда не отпустит. <…> Я весь этот год играла и сделала порядочные успехи, так что даже Саша советует мне… выступить публично. Конечно, я играю только его сочинения, и цель моя — его прославить. Не знаю только, удастся ли мне это.— из письма к М. К. Морозовой
Вере Ивановне кое-что удалось. Подобное «прославление» продолжалось до самой смерти композитора, и производило двоякий эффект, поскольку собственно прославление скрябинской музыки явно бледнело рядом с популяризацией семейного скандала: Вера всякий раз подчёркнуто подавала себя как жену Скрябина, и каждое её выступление, а их было предостаточно, гулко отдавалось в печати, околомузыкальных кругах, да и просто повсюду в досужих разговорах. Скрябин воспринимал их чрезвычайно болезненно, о чём Вере было прекрасно известно, однако запретить ей выступать с произведениями его сочинения, по законодательству того времени, он не имел права:

Вы сообщили мне о концерте Веры Ивановны, который есть… при данных обстоятельствах только публичный скандал для нас с Таней и для всего семейства Шлецер, ибо минимум того, что мы могли бы требовать, — это чтобы Вера не афишировала себя как моя жена. Исполнять мои сочинения можно и без этого… На бедного Феодора Юльевича, уже больного, этот концерт подействовал окончательно убивающим образом, и он очень опасно захворал. Нужен эгоизм и бессердечие Веры, чтобы не понять этого. — из письма к М. К. Морозовой
«Поэма экстаза» находилась в работе два с половиной года и была закончена в основном к ноябрю 1907 года. Мелких и вынужденных вещей Скрябин за это время написал совсем немного. Во второй половине 1905 года — четыре фортепианных прелюдии op.48 и три совсем крошечные пьески op.49, из-за денежной оценки которых между композитором и попечительским советом издательства покойного Беляева произошла размолвка, почти на год лишившая Скрябина одного из главных источников существования. В 1906 году Скрябин написал всего четыре маленькие пьесы op.51, в 1907-м — три пьесы op.52, причём некоторые из этих вещиц вели своё происхождение от Poème de l’Extase. «Пятая соната» (op.53), написанная на едином дыхании уже после завершения работы над «Поэмой экстаза», развивала её конструктивные и философские идеи.
Из неприятной истории с попечительским советом Татьяна Фёдоровна сразу же сделала свои, радикальные выводы, решительно взяв в собственные руки почётную обязанность оценки скрябинских сочинений по достоинству. Составленный ею «прейскурант», даже в сравнении с привычными гонорарами Скрябина, впечатляет: за фортепианную миниатюру триста рублей вместо ста (или даже пятидесяти, столь неосмотрительно предложенными беляевским Советом), одночастную «Поэму экстаза» Татьяна с лёгкой руки оценила в пять тысяч рублей — притом, что за трёхчастную «Божественную поэму» Скрябин получил всего две тысячи. Впрочем, предложения разным издателям композитор всё же рассылал лично, слегка умеривая в них аппетиты своей жены, однако и на них в ответ поступали или дипломатичные отказы по причинам ограниченности «возможностей фирмы» или вовсе курьёзные встречные предложения, вроде совета лучше «писать общедоступные мелодические вальсы по двадцать пять рублей за штуку».
Также Татьяна Фёдоровна нередко занималась перепиской черновиков, особенно во время частых отлучек Скрябина, и вообще имела свободный доступ к его бумагам. Но и здесь часто прорывалась её ревнивая и нетерпимая ко всякой конкуренции натура. Так например, вся «амурная» часть скрябинского архива, относящаяся к давно забытому времени легкомысленных увлечений, которых было не так уж и мало, оказалась беспощадно преданной огню, в результате чего о некоторых временных пассиях композитора не сохранилось почти никаких сведений, не говоря уж о фотокарточках. Скрябину, с его независимым характером, такое самоуправство категорически не понравилось, свидетельством чему стало письмо, написанное хоть и в полушутливом тоне, но в выражениях, беспрецедентных для утончённого и всегда предельно тактичного Скрябина:

…Не смей!!! животное, чёртов свин, читать мои рукописи, а иначе лучше бы тебе и не родиться!!! …Если среди моих бумаг найдёшь какие-нибудь портреты, то в припадке ревности не изволь их уничтожать.
Среди эпизодов, относящихся к периоду создания «Поэмы экстаза», отдельного упоминания заслуживает история американских гастролей композитора. Отец Татьяны, Фёдор Юльевич, буквально со смертного одра успел переслать Скрябину заинтересовавшую его вырезку из какой-то русской газеты. В ней было опубликовано объявление от лица дирижёра Модеста Альтшулера, старого знакомого Скрябина по московской консерватории. Альтшулер предлагал русским музыкантам присылать свои сочинения для исполнения в задуманных им «Русских концертах». Вскоре получив письмо от Скрябина, Альтшулер не только с радостью согласился включить Скрябина в будущую программу, но и пригласил композитора поучаствовать в этом предприятии лично. По стечению обстоятельств, Нью-Йоркский филармонический оркестр тогда возглавлял Сафонов, отношения с которым у Скрябина к тому времени стали вполне нейтральными. Присутствие учителя и старого друга в Америке поначалу показалось композитору даже добрым знаком. И всё же затея выглядела авантюрной и, кроме того, не предвещала серьёзного дохода. И в начале XX века Америка по-прежнему оставалась для русских исполнителей почти terra incognita, если туда и уезжали, то надолго или навсегда, гастроли же за тридевять земель смотрелись предприятием диковинным и рискованным. Однако отчаянно нуждавшийся Скрябин сразу ухватился и за эту соломинку.
Естественно, о совместном путешествии с Татьяной Фёдоровной не могло быть даже и речи. И сам-то Скрябин был крайне измучен морской болезнью на борту валкого пароходишки, ему было даже и представить страшно, что на его месте сталось бы с Татьяной. Кроме того, организаторы концерта навряд ли согласились бы взять на себя дополнительные расходы, а путешествие через Атлантику и обратно с проживанием в Америке было времяпрепровождением не из самых дешёвых. Наконец, дело весьма осложняло и пресловутое «незаконное семейное положение», о котором Скрябина отдельно предостерегал Сафонов, однако поначалу композитор даже и предположить не мог, что его европейские злоключения покажутся пустяками в сравнении с теми сюрпризами, которые поджидали его в Америке: стране провинциальных и пуританских нравов.
В декабре Скрябин прибыл в Нью-Йорк, где был встречен и обласкан Альтшулером и Сафоновым, который тут же вызвался лично опекать Скрябина в его американской жизни и даже продирижировать оркестром на его выступлении вместо Альтшулера. Скрябина разместили в дорогом отеле, а буквально на следующий день из этого же отеля с громким скандалом был выставлен на улицу писатель Максим Горький, за проживание с «ненастоящей женой», Марией Фёдоровной Андреевой. Скрябин был крайне впечатлён этой историей:

Ты знаешь, что Горького выселили!!! из отеля, в котором я теперь живу, когда узнали из газет (его русские друзья постарались), что особа, с которой он приехал, ему не жена!! Другие отели не хотели его принимать! Подумай, чему мы могли бы подвергнуться. Но какие нравы! Невероятно! Альтшулер говорит, что если бы тот же Горький приводил каждый день в свою комнату по несколько кокоток и если бы все об этом знали, то никто и не подумал бы его преследовать, до такой степени это кажется здесь естественным. Постоянное же сожительство с любимой женщиной вне брака считается преступлением.— из письма к Татьяне Шлёцер
Гастроли начались вполне обнадёживающим образом: за первый месяц Скрябин дал два больших симфонических концерта, один из которых был сольным, а также экспромтом — ряд незапланированных выступлений в различных обществах и салонах, в целях рекламы и приобретения полезных связей. Однако, несмотря на значительный успех, всё предприятие только начинало приносить композитору-исполнителю весьма скромную прибыль, а потому организаторы предложили продлить гастроли хотя бы ещё на месяц. К тому же, Альтшулер пришёл в восторг от эксклюзивного авторского фортепианного исполнения «Поэмы экстаза», и предложил Скрябину немедленно устроить её премьеру в Америке. Сафонов же до того расчувствовался от успехов и общения со своим бывшим учеником, что даже, по сообщению самого Скрябина, пообещал заступиться за него перед Верой Ивановной, всё-таки испросив у неё вожделенное разрешение на развод.
Все эти приятные обстоятельства говорили безусловно в пользу продолжения американских гастролей. Пожалуй, единственным осложнением и неприятной стороной дела становилась затянувшаяся разлука композитора со своей музой. Скрябин горячо убеждал Татьяну от приезда, напоминая ей о тяжести дальнего переезда при её слабом здоровье, о «незаконном статусе», а главное — о непомерных расходах, грозивших поставить крест на мечтах о безбедной жизни в Европе по окончании гастролей. Однако наряду с этими весьма здравыми соображениями письма Скрябина также содержали иррациональные страхи за всякие несчастья, которые могли обрушиться на Татьяну в его отсутствие. Воображение Скрябина рисовало фантастические картины гибели Татьяны в огне пожара при попытке спасти из пламени черновики новой симфонии: «Пусть лучше 10 поэм экстаза погибнут, чем, чем ты обожжёшь себе личико!.. Береги себя; будешь ты, так я ещё тысячу поэм напишу». В другом письме Скрябин убеждает Татьяну не переписывать черновиков — «Пойми, для тебя это убийство сидеть согнутой!!!» — хотя она и сама не собиралась этого делать. Получалось странная картина, в которой созданные воображением Скрябина опасности, которым Татьяна подвергала себя, оставшись в Европе, мало чем уступали неприятному путешествию в Америку. К тому же, письма Скрябина имели и обратный эффект, благодаря лирическим пассажам: «Мне нужно много усилия, чтобы отговаривать тебя приехать, ты даже не подозреваешь, как я безумно хочу тебя видеть». Естественно, что и ответные письма Татьяны отличались ничуть не меньшей пылкостью и страстью.
В конце концов, не послушавшись «голоса разума», Татьяна Фёдоровна выехала в Нью-Йорк, и они со Скрябиным провели там около полутора месяцев. Впрочем, Татьяна, как было заранее решено, соблюдала тщательную «конспирацию». Она остановилась в другом отеле и поначалу никак не обнаруживала своё присутствие рядом со Скрябиным. Встречаться открыто они не могли, и, по всей видимости, длительное время присутствие Татьяны оставалось секретом даже для Сафонова. Однако постепенно чувство тревоги и ощущение опасности притупилось, к тому же, неудобство и дороговизна жизни «на два дома» также давала себя знать. В середине марта они уже жили в одном отеле. Сафонов, судя по всему, был крайне обескуражен и раздражён появлением Татьяны, вполне вероятно, что и его обещание помощи Скрябину в деле о разводе также было не более чем лицемерной уловкой с целью выиграть время и вернуть былое расположение Скрябина, а может быть, композитор сам отчасти принял желаемое за действительное. Как бы то ни было, но вокруг фигуры Татьяны Фёдоровны постепенно стала накапливаться напряжённость: поначалу между «своими», а затем подозрения начали сгущаться уже и со стороны посторонних. На основе сохранившихся отрывочных свидетельств достаточно трудно сказать нечто определённое о подлинных механизмах и причинах случившейся катастрофы. Известен лишь результат: в одну из мартовских ночей к Скрябиным примчался Альтшулер и предупредил, что на рассвете возле отеля соберётся толпа газетчиков и будет скандал. В дальнейшем Скрябин станет уверять, будто это Сафонов постарался, и некоторые биографы с ним согласятся. Другие же высказывают сомнение, что Василий Ильич мог умышленно «сдать» своего ученика, хотя совершенно не исключено, и даже вполне вероятно, что именно его неприязненное отношение к Татьяне побудило произнести его несколько «опрометчивых слов», которые стали пусковым крючком скандала и навели журналистов на след «аморальной пары». Так или иначе, однако второй и окончательный разрыв с Сафоновым, неизбежный в подобной ситуации, стал для Скрябина делом чести. До конца жизни он не смог забыть своему бывшему учителю унизительного ночного бегства в Европу без гроша в кармане: деньги на пароход ему одолжил Альтшулер, а затем Скрябину пришлось в очередной раз лихорадочно выпрашивать у Попечительского совета необходимую сумму через телеграф. Покорение Нового Света завершилось бесславной, хотя и скандальной эвакуацией и обернулось полным разорением. Но Скрябин и здесь старается не унывать:

Хотя миллионов я и не нашёл, зато приобрёл новые долги… материального успеха я не имел, но артистический успех был громадный. Две мои симфонии… имели блестящий успех и подарили мне много друзей. Вообще в последнее время мои успехи во всём мире громадны 
.
Вернувшись из Америки, Скрябины сразу же перебрались в Париж, благо их маленькую дочку Ариадну на целый год согласились забрать к себе в Амстердам родственники Татьяны. В мае 1907 года в Париже состоялся первый цикл «Русских сезонов», устроенных Сергеем Дягилевым, в программе которых было отведено место и произведениям Скрябина. Кроме концертных выступлений, немного облегчивших его материальное положение, Скрябин, уже давно оторванный от культурного контекста на родине, получил уникальную возможность пообщаться с целым фронтом русских композиторов и музыкантов, приехавшим в Париж по воле Дягилева. Скрябин-беглец, почти изгой в России, каким он видел себя долгие годы, неожиданно убеждается: его по-прежнему помнят, его уважают, им интересуются, и прежде всего — его творческими идеями, а не скандальными подробностями личной жизни. Скрябин впервые задумывается о возможном возвращении в Россию, ещё недавно казавшемся совершенно фантастическим. В то же время, он напряжённо работает над завершением «Поэмы экстаза». После приватного американского триумфа премьеры перед единственным слушателем в лице Модеста Альтшулера, Скрябин не может удержаться от искушения показать симфонию русским, так же — в сольном фортепианном исполнении. Однако новый скрябинский проект приводит многих традиционалистов в замешательство:

Уж не сходит ли он с ума на почве религиозно-эротического помешательства?… Слышал я… его «Поэму экстаза»; пожалуй, оно даже и сильно, но всё же это какой-то {\displaystyle {\sqrt {-}}1}. — Н.А.Римский-Корсаков
И в самом деле, старому «кучкисту» было от чего схватиться за голову: в том числе и от услышанной музыки тоже, однако вовсе не в ней он обнаружил признаки «религиозно-эротического помешательства» автора. Дело в том, что каждому слушателю «Экстаза» Скрябин чуть ли не насильно всучил в руки некую литературную «программу» — сопроводительный текст, написанный свободным стихом, который композитор считал неотъемлемой частью произведения и который призван был «всё объяснить». Тексты эти — а впервые Скрябин додумался до такого «сопровождения» ещё на представлении Третьей «Божественной» симфонии, — раздражали своей неуместностью и явной избыточностью по отношению к музыке буквально всех, не исключая даже эталонного «скрябиниста» Сабанеева. Кроме того, и между художественным уровнем музыки и качеством стихов находилась зияющая пропасть: Скрябин-композитор и близко не стоял рядом со Скрябиным-поэтом. Однако автор настолько дорожил своими философско-эротическими виршами, что посчитал необходимым издать поэтическую часть «Поэмы экстаза» в Женеве отдельной брошюрой тиражом в 1000 экземпляров, причём за свой счёт, — и это в тяжелейший для себя в материальном отношении 1906 год.
Воодушевлённый Скрябин лихорадочно дописывает, а по факту переделывает инструментовку «Поэмы экстаза». К этой творческой спешке примешивается и вполне меркантильный интерес: успеть к распределению традиционных Глинкинских премий, когда-то учреждённых лично Митрофаном Беляевым и на которые композитор уже привык рассчитывать. К процессу работы снова примешиваются очередные заботы и переезды: сначала, летом 1907 года, в швейцарскую деревушку Беатенберг, где произошло воссоединение с дочерью Ариадной, а уже в сентябре вся семья перемещается в Лозанну. В это время Татьяна беременна вторым ребёнком, однако работает над чистовым вариантом партитуры вместе с мужем, не покладая рук:

К счастью, оказалось, что и для меня много там работы. Мы просиживали до 5-ти часов утра и вставали в 7! Можете себе представить, в каком мы были виде! Наконец, позавчера партитура была отправлена, и мы до сих пор так разбиты, что думаем только об одном — спать, спать, спать!— из письма к М. С. Неменовой-Лунц
«Поэма экстаза» была подготовлена к публикации в конце ноября, таким образом, Скрябин всё-таки немного опоздал с её пересылкой на соискание премии, от планов на которую пришлось отказаться. Удивительно, что, несмотря на бешеную гонку при завершении симфонии, в ней нет даже и следа небрежности или поспешности в решениях, она проработана до мелочей, до совершенства. Не менее поразителен и тот запас музыкальных идей, который накопил Скрябин, находившийся в состоянии непрекращающегося «экстаза»: после завершения симфонии его хватило на целую Пятую сонату, которую композитор закончил на едином дыхании в следующие три дня и которую иногда называют «фортепианным двойником» «Поэмы экстаза».
Симфония была опубликована издательством М. П. Беляева в январе 1908 года, а в феврале Татьяна родила мальчика, которого назвали Юлианом. И если раннее детство Ариадны прошло под звуки «Экстаза», то Юлиан впитал в себя авангардные аккорды «Прометея» — так Скрябин назвал свою следующую большую симфонию, «Поэму огня». После этого отец композитора, наконец, сменил гнев на милость, смирившись с причудами сына и летом навестил его, чтобы познакомиться со своей новой невесткой.

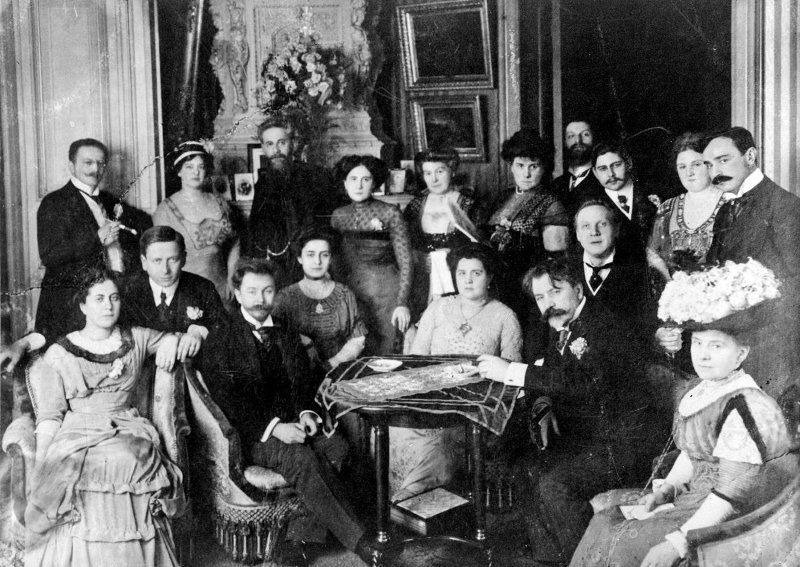
Александр Скрябин и Татьяна Шлёцер в доме Владимира Метцля. Среди остальных на снимке: Сергей Кусевицкий с женой Натальей (стоят справа), Артур Никиш, Фёдор Шаляпин. Берлин, март 1910 г.

Этим же летом Скрябину удалось выбраться из, казалось бы, уже хронического безденежья: судьба улыбнулась ему в лице Сергея Кусевицкого, контрабасиста-виртуоза и начинающего дирижёра, собственной персоной объявившегося в Лозанне, чтобы сделать Скрябину совершенно фантастическое предложение. Несколькими годами ранее Кусевицкий удачно женился на дочери миллионера-чаеторговца Ушкова и теперь воображал себя новым Людвигом Баварским, покровителем искусств. Естественно, для полноты соответствия ему требовался и свой Вагнер: конечно же, Скрябин подходил на эту роль как никто другой. Кусевицкий щедро осыпал бедствующего композитора милостями: ежегодный «пенсион» в 5 тысяч рублей, дополнительные тысячерублёвые выплаты за каждое выступление, организация концертов и даже собственное музыкальное издательство, в котором Скрябин занял положение главной «звезды». В дополнение ко всему перечисленному, Кусевицкий как меценат обладал рядом неоценимых личных качеств: во-первых, он предоставлял своему визави полную творческую свободу; а во-вторых, даже не стараясь понять философских и эзотерических умствований композитора, Кусевицкий превосходно чувствовал его музыку и, как дирижёр, со временем стал лучшим исполнителем «Поэмы экстаза»; и самое важное: Кусевицкий никак не был связан с Московской консерваторией и прошлой жизнью Скрябина вообще, ему не было никакого дела до страданий Веры Ивановны, соответственно и к Татьяне Фёдоровне он относился с уважением и симпатией, как к «природной» и законной жене Скрябина. Не удивительно, что финансовая и личная связь Скрябина с Маргаритой Кирилловной в скором времени пресеклась.
Ещё одним результатом появления Кусевицкого стало возвращение Скрябина в Россию. Кусевицкие сначала пригласили Скрябиных погостить у них летом в Биарриц, где известный скульптор Серафим Судьбинин по заказу Сергея Александровича изваял бюст под названием «Скрябин в экстазе». Следующей зимой Кусевицкие помогли Скрябиным во время «пробного» приезда в Москву, на два месяца поселив их в своём особняке в Глазовском переулке, словно в крепости. Впрочем, сам приезд и выступления Скрябина в России были организованы Русским музыкальным обществом, а ещё точнее — усилиями одного из деятельных членов и меценатов этого общества, Маргаритой Кирилловной Морозовой, которая и понесла все расходы, о чём Скрябин даже не догадывался, так как официальное приглашение было направлено от имени дирекции. Именно в этот приезд произошёл окончательный разрыв между Скрябиными и Морозовой, и причиной снова стала Татьяна Фёдоровна. При личных встречах Скрябин, уже чувствовавший себя значительно более свободно, не упускал случая упрекнуть Морозову, что та в своих письмах слишком подробно рассказывала ему о концертах Веры Ивановны и совсем ничего не говорила о других исполнителях его произведений. Последней каплей стал конфликт на генеральной репетиции в Большом зале Консерватории. В зале присутствовала Вера Ивановна, и Маргарита Кирилловна подсела к ней из личного сочувствия, поскольку покинутая супруга Скрябина сидела в полном одиночестве.

Когда закончилось исполнение симфонии, я, простившись с Верой, пошла в ложу к Скрябиным. <…> Александр Николаевич и Татьяна Фёдоровна вышли из ложи и идут ко мне навстречу расстроенные, взволнованные и очень рассерженные. Они оба стали меня упрекать, что я будто демонстративно себя держала тем, что села рядом с Верой, что мой поступок был оскорблением для Татьяны Фёдоровны. После окончания репетиции я поехала со Скрябиными завтракать к М. С. Лунц. Там разразилась бурная сцена, на меня посыпались горькие упрёки Татьяны Фёдоровны, она, как всегда, говорила повышенным тоном, бурно, взволнованно и со слезами меня обвиняла в том, что я демонстративно показала, что я на стороне Веры.— из воспоминаний М. К. Морозовой
Повторный «разнос» Маргарите Кирилловне пришлось выдержать на обеде у Кусевицких от главы семейства. По её воспоминаниям, чувствовалась, что сцена была заранее подготовлена. Сергей Кусевицкий, явно действуя по договорённости, довольно бесцеремонно и публично поставил перед Морозовой вопрос выбора: или Скрябин, или Вера Ивановна. Разумеется, произошёл скандал, Морозова отказалась делать подобный выбор и покинула дом Кусевицких:

Я решила молчать, так как оправдываться мне было не в чём и я боялась сказать что-нибудь лишнее, о чём я могла бы потом пожалеть. Лучше было предоставить всё течению жизни и судьбе. Мне слишком дорого было то светлое и искреннее, что я получила в жизни от Скрябина и что мне так много дало. Скрябин молчал, следовательно, решил вычеркнуть меня из списка своих друзей. — из воспоминаний М. К. Морозовой
Мировая премьера «Поэмы экстаза» под управлением Альтшулера состоялась 27 ноября 1908 года в Нью-Йорке, российская — 19 января 1909 года, в Петербурге, дирижировал Гуго Варлих. Учитывая прежнюю реакцию музыкантов на текстовую часть поэмы, Скрябин прислушался к советам друзей и отказался от использования стихотворного сопровождения. Ни на одной из этих премьер Скрябин не присутствовал, однако в дальнейшем «Поэма экстаза» в обеих столицах России исполнялась неоднократно, и Александр Николаевич с Татьяной Фёдоровной регулярно посещали это действо. Каждое исполнение усилиями Кусевицкого было обставлено с максимальной помпой и становилось значительным событием не только в музыкальной жизни общества, но и в личной жизни Скрябина, включая в себя кроме собственно концерта ещё пышную неофициальную часть:

К «торжеству» почти все уже съехались: это были не столько музыканты, их-то было сравнительно мало, — это была блестящая буржуазия, родственники Кусевицкого, Ушковы и прочие. За ужином были тосты. Один из них, после обычных, стереотипных, был «за вдохновительницу „Поэмы экстаза“». Ею была Татьяна Фёдоровна…

Все встали, кроме Татьяны Фёдоровны, которая была в рыжем, почти жёлтом, платье. Старик Ушков, отец Кусевицкой, старый жуир, уже частично повреждённый параличём, громко кричал со своего места:

— А, вот он какой, экстаз-то… жёлтенький!!
— из воспоминаний Леонида Сабанеева
В самом конце 1908 года Скрябину всё-таки была присуждена Глинкинская премия за «Поэму экстаза», а ещё через год — и за Пятую сонату. За этот год при помощи Кусевицкого Скрябин смог подняться из постоянной нужды на вершины славы, что нашло своё воплощение в достаточно важном для него решении об окончательном возвращении в Россию. В начале января 1910 года семья Скрябиных в полном составе — Александр Николаевич, Татьяна Фёдоровна, дети Ариадна и Юлиан — приехали в Москву и на первое время остановились в гостинице «Княжий двор» на Волхонке.

### В России со Скрябиным

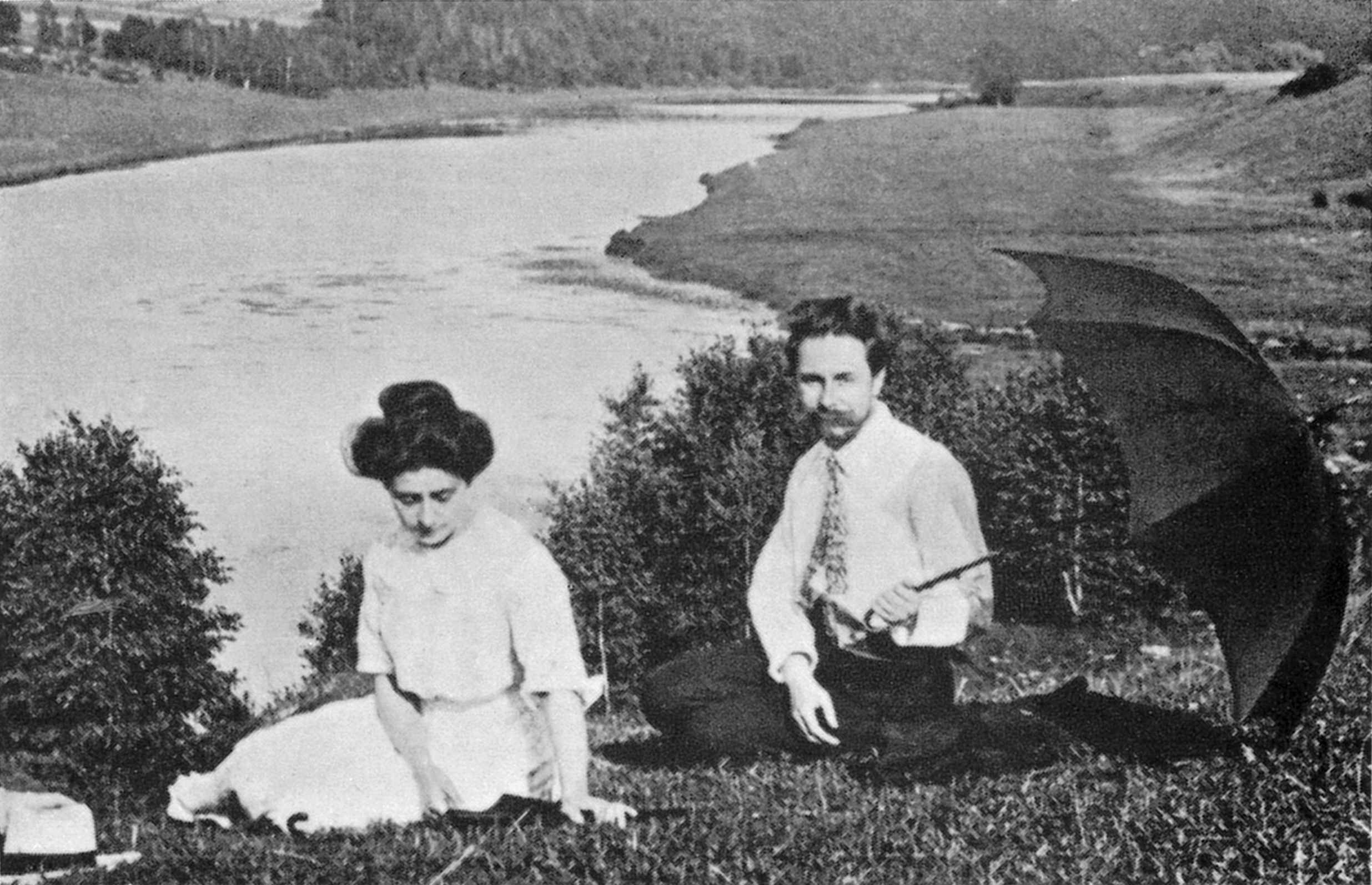
А. Н. Скрябин и Т. Ф. Шлёцер на берегу Оки. 1912

Осенью Скрябины переселились в дом Олтаржевского в Малом Каковинском переулке (дом 1/8, кв. 16). Прошлая жизнь всё ещё продолжала напоминать о себе, причём не только регулярными концертами Веры Ивановны, к разрушительному действию которых Скрябин постепенно притерпелся... В марте 1910 года его сын от первого брака, Лев, умер в возрасте семи лет, как и Римма. Но даже это несчастье не заставило бывших супругов повстречаться.
17 января 1911 года у Татьяны Фёдоровны родилась младшая дочь, Марина, и шестикомнатная квартира сразу показалась тесной — Скрябины держали гувернанток и другую прислугу. Однако дело с переездом затянулось: вскоре после мартовской премьеры «Прометея» и последующих гастролей на пароходе по городам Волги, Скрябин разругался с Кусевицким и остался должен своему бывшему спонсору сумму, несмотря на пик популярности, для себя более чем внушительную: раздосадованный Кусевицкий выставил счёт на 13 500 рублей. На этот раз, правда, желающие принять живое финансовое участие в судьбе композитора нашлись очень скоро: это был Матвей Пресман, а также вечно любезный Александр Зилоти, сменивший сноба-Кусевицкого и на месте дирижёра, и в качестве финансового директора, а через некоторые время с выгодным предложением объявился ещё один старый знакомый — издатель Юргенсон.
Успехи Скрябина сопровождаются всё новыми деловыми знакомствами, которые очень быстро перерастают в приятельские, ряды же старых верных друзей продолжают редеть. Очередной потерей стала семья Монигетти, друзья кадетской юности. Причина разрыва, оказавшегося окончательным, традиционна — снова Татьяна Фёдоровна:

Вы даёте мне советы… не жечь свечу с обоих концов сразу и т. д., говорите при этом, что от меня ничего не останется при такой безумной трате нравственных и физических сил и что всё это больно отзывается в сердцах истинно любящих меня. Не делается ли из приведённых слов очевидным Ваше предположение, что истинные мои друзья не со мной, а я окружён людьми, которые не видят или не хотят видеть моего «переутомления», которые совершенно игнорируют мой покой душевный и телесный и, несмотря на моё медленное умирание, продолжают эксплуатировать меня в своих эгоистических целях. Ваше письмо есть прямое обвинение самого близкого мне человека в преступлении против моего творчества и желание подорвать мою веру в его преданность мне… Татиана Феодоровна доказывает преданность мне и моему искусству каждой минутой своей жизни не на словах, а на деле, и мои истинные друзья первые могли бы это понять. Не болеть обо мне душой, а порадоваться за меня нужно!
— из письма Зинаиде Монигетти, декабрь 1911 г.
Естественно, после такой жёсткой отповеди ни о каком продолжении переписки не могло быть и речи. В то же время, по всей видимости, суждение Зинаиды Ивановны о тогдашнем лихорадочном состоянии Скрябина было в целом точным: стараясь как можно скорее погасить задолженность перед Кусевицким, Скрябин чрезвычайно много работал — только за лето 1911 года он написал более 30 фортепианных сочинений. Всё это время рядом с ним находилась Татьяна Фёдоровна, давно и в совершенстве освоившая «специализацию» переписчика нот. Также она регулярно сопровождала мужа в его поездках: осенью 1911 — в Одессу и Екатеринослав, в январе — в большом концертном турне, организованном Пресманом, по городам Северного Кавказа. К этому периоду относятся воспоминания Маргариты Кирилловны Морозовой об их последней более чем прохладной встрече:

…Скрябин давал концерт в Большом зале Благородного собрания. Я пошла на этот концерт и помню, как меня поразило, насколько Скрябин изменился, постарел, лицо его было как маска, какие-то совсем ушедшие в себя, потухшие глаза. <…> Я вошла в артистическую комнату во время антракта, где прямо напротив двери стояла Татьяна Фёдоровна, которая как ни в чём не бывало светски любезно со мною поздоровалась. Я обратилась к Александру Николаевичу, он протянул мне руку очень холодно и взглянул на меня совершенно отсутствующим взглядом и не сказал ни слова. Я скорее ушла… Больше мы никогда не встречались. — из воспоминаний М. К. Морозовой
Счёты с Кусевицким были окончательно подведены к весне 1912 года, а в ноябре Скрябин справил новоселье, последнее в своей жизни — семья переехала в домовладение профессора А. А. Грушки, по адресу: Арбат, Большой Николопесковский переулок, дом 11, где в настоящее время находится Государственный мемориальный музей А. Н. Скрябина. После переезда на арбатскую квартиру старшие дети получили возможность посещать школу при Музыкальном училище Е. и М. Гнесиных, располагавшуюся неподалёку, на Собачьей площадке. Их имена значатся в «Экзаменных ведомостях» училища за два учебных года: 1914/15 и 1915/16.
Жизнь в семье Скрябиных не отличалась ни особой домовитостью, ни экономностью. Скрябины постоянно пытались жить «на широкую ногу», что регулярно приводило к денежным затруднениям. Просторная квартира из семи комнат была похожа, скорее, на жилище обычного буржуа или мещанина, но не композитора, тем более столь яркого и глубоко индивидуального, как Скрябин. По свидетельству Леонида Сабанеева, причиной тому была Татьяна Фёдоровна, питавшая слабость к буржуазному лоску. Сам же Александр Николаевич в красивых вещах понимал не много и не слишком ими интересовался. Заведовала домашним хозяйством Мария Александровна, мать Татьяны, старая француженка.
Всё это время Татьяна Фёдоровна и её дети вынужденно продолжали носить фамилию «Шлёцер». Помощи и поддержки в этом отношении практически не было даже со стороны «своих»: почти все Шлёцеры Москвы, во главе со старой тёткой Идой Юльевной, находились в «лагере» сторонников Веры Ивановны, ожесточённо выступая против собственной «бывшей» родственницы.

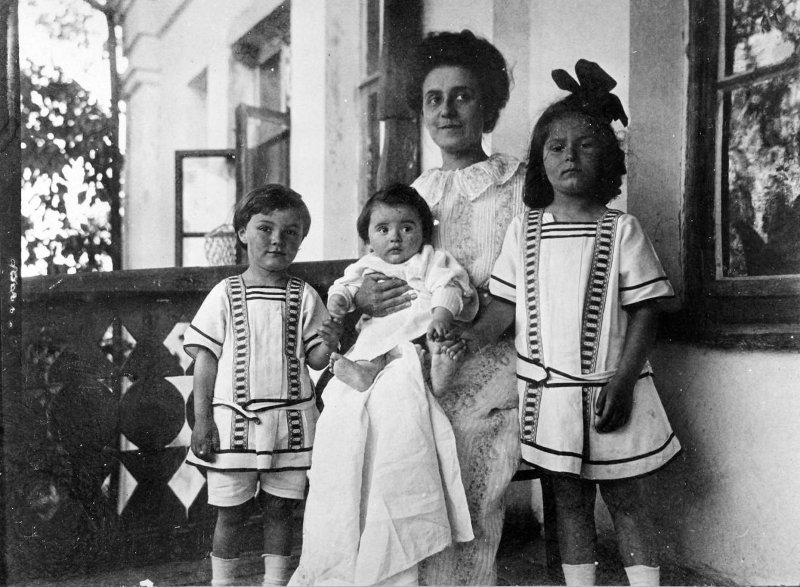
Татьяна Шлёцер с детьми, 1912

Предвоенный, 1913 год стал, возможно, самым благополучным и счастливым в жизни скрябинской семьи. «Поэма экстаза» и «Прометей» исполнялись по всему миру с нарастающим успехом, серия концертов по России принесла неплохие сборы, а сам Александр Николаевич, написав ряд ярчайших сонат для фортепиано, принялся за сочинение стихотворного текста к «Предварительному действию», введению в своё Главное произведение: Мистерию, предназначенную подвести человечество к Концу Света. Лето вся семья провела в Калужской губернии, в имении Петровском на берегу Оки. Ближайшим соседом Скрябиных был поэт Балтрушайтис. Много времени они проводили в совместных прогулках по берегам Оки, беседуя о поэзии, музыке и грядущей Мистерии. В конце лета семью Скрябиных навестил Леонид Сабанеев, сделавший десятки прекрасных фотографий около дома и во время совместных прогулок.
С началом войны с Германией жизнь в семье Скрябиных сделалась заметно тяжелее. Снова обострились денежные проблемы, фортепианные гастрольные концерты Скрябина как пианиста стали чуть ли не единственным источником средств для содержания семьи. Добавляла тревоги также и полнейшая оторванность от Европы, где жили многочисленные родственники Татьяны Фёдоровны по линии матери — теперь на их поддержку или приём в случае очередных осложнений рассчитывать было уже невозможно. Почти сразу же после начала войны пострадали бельгийские родственники Татьяны — а потому постоянной темой разговоров в доме стали «рассказы о коварстве Германии и всевозможные легенды и факты о зверствах и гнусностях немцев лились густой кашей»…. При этом по свидетельству того же Сабанеева, в семье Скрябиных «царило страшное патриотическое воодушевление», а сам композитор в целом приветствовал войну, убеждённый, что таким образом ускоряются все процессы и начинается «конец мировой истории», которого он уже давно ждал, предсказывал и предвидел.

### Смерть Скрябина
Александр Николаевич Скрябин скоропостижно умер 14 апреля 1915 года в возрасте 43 лет — от общего стрептококкового заражения крови. Болезнь вспыхнула внезапно и свела Скрябина в могилу за неделю. Татьяна Фёдоровна находилась с ним до последней минуты как сиделка, медсестра и жена.

Я видел смутные фигуры знакомых, у многих, почти у всех были слёзы на глазах… Татьяна Фёдоровна была без слёз, уже в траурном костюме, она в нём казалась глубокой старухой, под вуалью не было видно черт лица — и она вся как-то обострилась от горя и нервных дней… На её лице ещё резче легла та трагическая черта, которая всегда была в нём…— из воспоминаний Леонида Сабанеева
После смерти Скрябина Татьяна Фёдоровна осталась с тремя детьми на руках и практически без средств к существованию. Все сбережения, впрочем, совершенно незначительные, ушли на покрытие последних визитов докторов и неудачное лечение. Даже самые экстренные и элементарные расходы оплачивать стало невозможно. Положение оказалось действительно катастрофическим — особенно в первый месяц, когда в срочном порядке пришлось распродавать мебель и мало-мальски ценные вещи, чтобы продлить контракт на жильё — по странному совпадению, Скрябин нанял квартиру ровно по день своей смерти.
Смерть Скрябина стала полной неожиданностью, однако буквально в последние минуты, едва находясь в сознании, он успел подписать завещание и прошение на Высочайшее имя об усыновлении детей.
Для первой семьи композитора его смерть также стала большим потрясением, до некоторой степени примиряющим. Благодаря усилиям многочисленных посредников Вера Ивановна значительно смягчила свою позицию. 27 апреля 1915 года она подала заявление в императорскую канцелярию:

Узнав о желании мужа моего, А. Н. Скрябина, ходатайствовать о признании законными детей его — Ариадны, Юлиана и Марины, прижитых им с Т. Ф. Шлёцер, — сохранив за нею родительские права над детьми, — со своей стороны никаких к тому претензий не имею. В. И. Скрябина— ГЦММК, ф. 31, ед. хр. 861.
Спустя ещё неделю, 5 мая Татьяна Фёдоровна получила письмо из I отдела I стола Канцелярии Его Императорского Величества с перечнем документов, необходимых для получения разрешения детям Скрябина — Ариадне, Юлиану и Марине — носить фамилию Скрябина. Постепенно удалось собрать и кое-какие средства на поддержание семьи и привычного уклада жизни. Среди жертвователей крупных сумм были А. Н. Брянчанинов и С. Поляков. Брянчанинов специально, чтобы уладить проблемы Татьяны Фёдоровны и её детей, ездил к гофмейстеру Танееву (отцу Анны Вырубовой), который в свою очередь вызвался поддержать ходатайство перед лицом царя. Таким образом, дети Скрябина получили его фамилию только после того, как не стало самого Скрябина. Самой же Татьяне Фёдоровне в праве носить фамилию своего фактического мужа было отказано, однако как частные письма, так и многие официальные обращения, в частности связанные с организацией скрябинского музея, она своей волей подписывала двойной фамилией Шлёцер-Скрябина, либо просто Скрябина.

Сейчас на душе у меня так тяжело, что, казалось бы, мысли о прошлых радостях должны ещё больше угнетать меня, но нет, сквозь глубокую скорбь мою во мне живёт какая-то радостная благодарность судьбе за десять лет глубокого, чудесного счастья с прекрасным, слишком прекрасным для земли существом. Всем сердцем верую, что разлука с ним временная,.. а здесь на земле надо много ещё сделать для его идей, для его искусства.— из письма к Е. Н. Скаржинской, 15 мая 1915 г.

### Юлиан

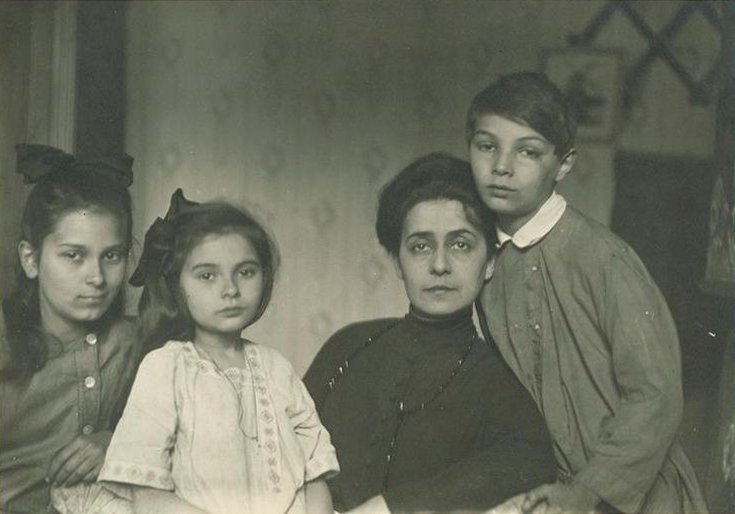
Татьяна Шлёцер с детьми. Москва, 1918

После смерти мужа Татьяна Фёдоровна едва ли не полностью сосредоточилась на развитии и образовании единственного сына. Её захватила идея сделать из Юлиана не просто «наследника», но и прямое «продолжение отца», творчество и дело жизни которого («Мистерия») было прервано на взлёте. С другой стороны, её не покидали тревожные предчувствия, характерные для склада её характера. В одном из писем Татьяны Фёдоровны есть строки, очень точно отражающие её надежды и страхи того времени:

Что сказать Вам о себе… Живу всевозможными заботами, хлопотами, воспоминаниями о прошлых радостях, а также иногда надеждами в будущем… Это случается тогда, когда я наблюдаю за развитием духовной жизни и музыкального таланта моего маленького Юлиана, с каждым днём делающегося всё больше и больше похожим на отца и душой, и телом. Это моя надежда, моя радость, а также и моё постоянное беспокойство — так страшно иметь дело с таким хрупким мальчиком, так жутко!

Когда Вы будете у меня, он Вам сыграет несколько небольших вещей Александра Николаевича, и я уверена, что Вы будете взволнованы необычайным сходством всего его существа, его игры с душой и обликом Александра Николаевича.— из письма к Е. И. Эрденко от 23 октября 1916 г.
Постепенно жизнь семьи нормализовалась и стала входить в привычную колею, Ариадна и Юлиан и после смерти отца продолжали посещать Гнесинскую школу.
Две революции 1917 года окончательно подорвали едва наладившийся быт. В 1918 году в Москве начался голод. И по характеру, и по своим возможностям Татьяна Фёдоровна была совершенно не приспособлена к самостоятельной жизни, к тому же — в столь тяжёлой, почти катастрофической ситуации. Революция и разруха довершили полный развал самых элементарных основ личного благополучия и безопасности. Спасаясь от голода, летом 1918 года мать увезла троих детей на Украину, в Киев, полагая, что там ей будет проще наладить жизнь. В этот период, сразу после революции, на относительно сытую и, как казалось, более спокойную Украину хлынул поток беженцев самых разных политических оттенков, среди них было немало литераторов, музыкантов и других творческих личностей. Однако жизнь в самом Киеве была небезопасной, а потому Татьяна Фёдоровна с детьми остановилась за городом, в дачном посёлке Ирпень. Власть в городе то и дело переходила из рук в руки: немцы, гетман, Петлюра, большевики, белая армия — и при каждом новом режиме становилось только хуже. Несмотря на нарастающие трудности, Татьяна Фёдоровна решила любой ценой продолжать и систематизировать музыкальное образование сына.
В сентябре 1918 года Юлиан Скрябин поступил в Киевскую консерваторию, где почти год проучился в классе композиции Рейнгольда Глиэра, причём все остальные ученики были значительно старше него.

…Одиннадцатилетний Юлиан был на положении гётевского Эвфориона: каждое его движение, каждый штрих его личности дышал сильным, хотя и неосознанным талантом. — из воспоминаний Арнольда Альшванга
Весной Альшванг организовал в помещении Киевской консерватории народные курсы истории музыки. Татьяна Фёдоровна с детьми жила в то время в дачном посёлке «Ирпень», километрах в 20 от города. Однако они приняли приглашение, и довольно регулярно, по воскресеньям, Татьяна Фёдоровна привозила Юлиана на занятия к Альшвангу.

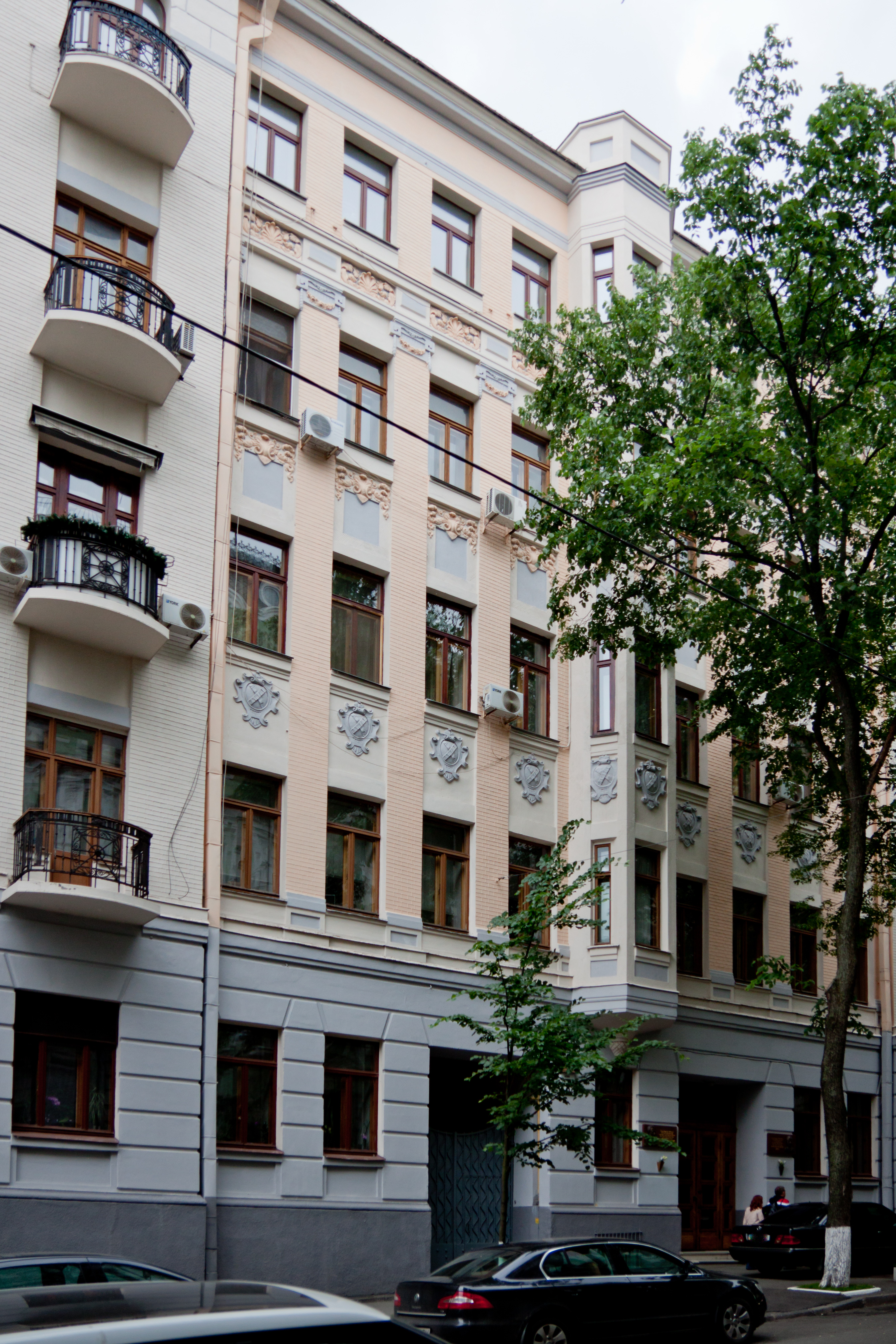
Доходный дом семьи Даниила Балаховского, Киев, 2013

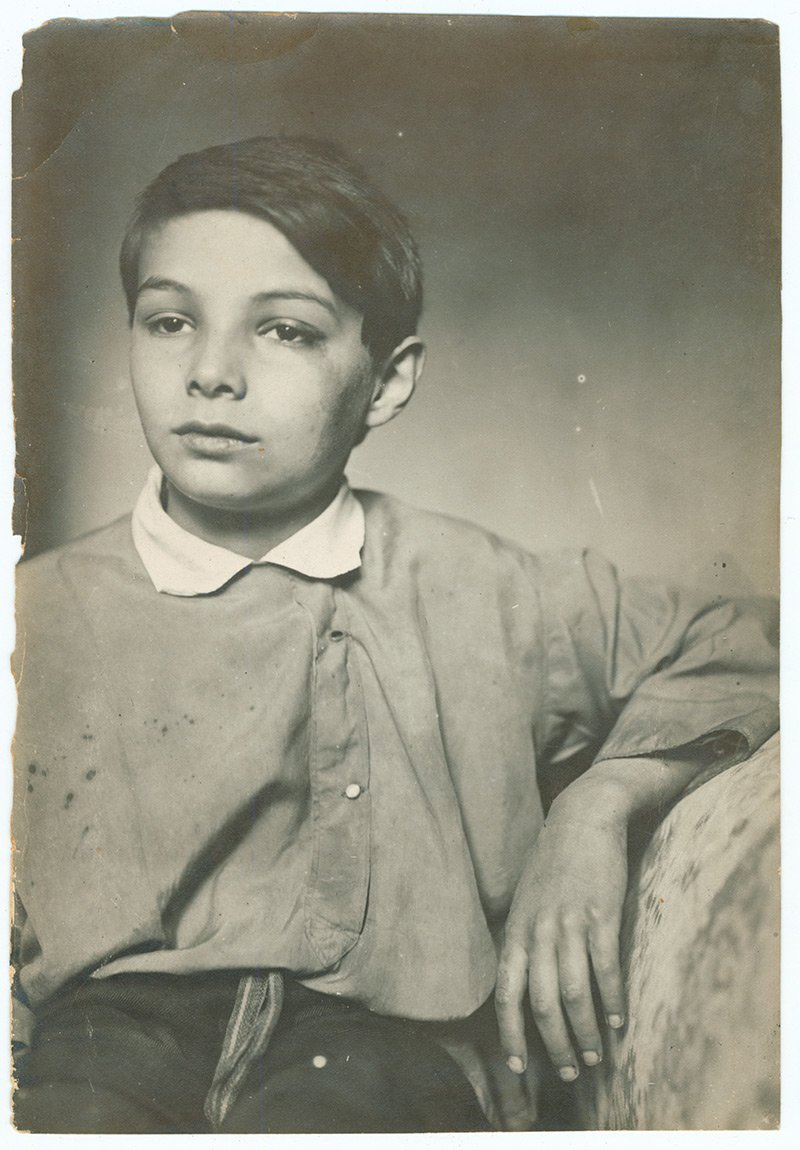
Юлиан Скрябин. Киев, 1919

Осенью 1918 года в Киеве освободился доходный дом семьи сахарозаводчика и французского консульского представителя Даниила Балаховского (ул. Трёхсвятительская, 24). Даниил Григорьевич с семьёй перебрался сначала в Одессу, а оттуда, благоразумно — в Париж. Здание было оставлено на попечение семьи Шестовых и на некоторое время сделался пристанищем для некоторых известных деятелей, среди которых можно назвать философа Льва Шестова и пианиста, дирижёра и музыковеда Николая Слонимского, впоследствии ставшего известным в Америке. У Скрябина при жизни сложились хорошие отношения с Балаховским, который ещё в 1913-м году участвовал в организации киевских гастролей композитора, а в оставшиеся два года Александр Николаевич состоял с ним в переписке. Благодаря этому обстоятельству в январе 1919 года Татьяна Фёдоровна с детьми перебралась в дом Балаховских. Вскоре к ним присоединились и двое других членов семьи Шлёцеров: брат и престарелая мать Татьяны Фёдоровны. Теперь Юлиан получил возможность уже регулярно посещать занятия в консерватории. Узнав о том, кто стал их соседом, жильцы дома вскоре организовали в доме «Скрябинское общество» и, тем самым, на первое время смогли избежать его «национализации».
Студенту Киевской консерватории Владимиру Дукельскому, в те годы ещё совсем юному представителю нарождающегося поколения новых композиторов и музыкантов, уже получившему большие авансы от педагогов, не без некоторой ревности довелось наблюдать за первыми успехами Юлиана в Киеве:

Скрябин, кумир юных музыкантов и апостол «модернизма», умер <…>. Сын его Юлиан, которому я слегка завидовал, так как <…> он вскоре превратил меня в достаточно великовозрастного вундеркинда, заняв главенствующее положение, <…> сочинял довольно заумную музыку, но как-никак, это был Скрябин, наследник нашего музыкального вождя!— из воспоминаний Владимира Дукельского
В июне 1919 года Юлиан успешно сдал все экзамены и с отличием окончил первый курс обучения. Обстановка на Украине оставалась по-прежнему неспокойной, а потому на лето вся семья сочла за благо снова переселиться в посёлок Ирпень.
Татьяне Фёдоровне в это время приходилось разрываться между двумя домами — минувшей зимой в арбатской квартире Скрябина случился пожар, который, по счастью, не повредил ни архивов, ни других ценных вещей, однако основательно повредил саму квартиру. В июне Татьяна Фёдоровна снова отлучилась в Москву, и в её отсутствие произошла новая трагедия. Школьная учительница вывезла группу детей, среди которых были и Скрябины, на один из островков на Днепре, где для них устроили пикник. Во время прогулки Юлиан куда-то исчез, а несколько позже его нашли утонувшим при не вполне ясных обстоятельствах.
Юлиан Скрябин был похоронен в Киеве, по православному обычаю. Татьяна Фёдоровна узнала о гибели сына по возвращении из Москвы, уже после похорон:

Как приняла Татьяна Фёдоровна весть о смерти Юлиана — сам можешь представить. Она ведь всю душу вложила в этого мальчика. И мальчик был необыкновенный. <…> Конечно, мир так устроен, что приходится мириться со всеми потерями. И всё-таки я преклоняюсь перед мужеством Татьяны Фёдоровны. Она как будто задалась целью <…> держать себя, чтобы её горе <…> меньше падало на других.— из письма Льва Шестова к Михаилу Гершензону

### Последние годы и смерть
Бессонница! Друг мой!

Опять твою руку

С протянутым кубком

Встречаю в беззвучно-

Звенящей ночи́.

<...>

Прельстись!

Испей!

Из всех страстей —

Страстнейшая, из всех смертей —

Нежнейшая… Из двух горстей

Моих — прельстись! — испей!

<...>

А если спросят (научу!),

Что, дескать, щёчки не свежи, —

С Бессонницей кучу, скажи,

С Бессонницей кучу…
Гибель сына окончательно сломила Татьяну Фёдоровну. Она забрала с собой младшую дочь Марину и вернулась в Москву, а четырнадцатилетнюю Ариадну поместили в Смольный институт, переведённый в то время в Новочеркасск. Однако институт скоро закрыли, и Ариадна тоже вернулась в Москву, где вся семья продолжала жить в арбатской квартире, которой вскоре суждено было стать музеем.
Кроме самой Татьяны Фёдоровны и двух её дочерей, в квартире проживала её престарелая мать Мария Александровна и тётка композитора, Любовь Александровна Скрябина. Наследием Скрябина занимались в основном Татьяна Фёдоровна и Любовь Александровна. После смерти композитора было создано «Общество имени Александра Николаевича Скрябина», из двух отделений — Московского и Петроградского, просуществовавшее до 1918 года. Усилиями членов общества была установлена памятная доска на стене дома, издавались «Известия Петроградского скрябинского общества». Сразу после гибели Юлиана Татьяна Фёдоровна через Михаила Гершензона передала вывезенные ею на Украину литературные рукописи Скрябина обратно в Москву, эмиссару Наркомпроса и заведующему Отделом рукописей Румянцевского музея Г. П. Георгиевскому:

Обращаюсь к Вам с просьбой не отказать принять на хранение в Румянцевский музей принадлежащие мне рукописи покойного мужа моего А. Н. Скрябина. Будучи ответственной за них перед всей Россией я бесконечно волнуюсь при мысли что благодаря неудачно сложившимся обстоятельствам драгоценные бумаги эти ещё до сих пор не в Ваших руках. Рукописи будут переданы Вам Михаилом Осиповичем Гершензоном <…> Мысль о рукописях меня страшно мучит, успокоюсь, лишь когда узнаю, что они за крепкими стенами под Вашей защитой. Искренне уважающая Вас Т. Скрябина.
— из письма Г. П. Георгиевскому
Тогда же Гершензон опубликовал содержание этих рукописей в «Русских пропилеях» (т. VI). Что касается квартиры, то охранную грамоту на неё Татьяна Фёдоровна получила от главы Наркомпроса А. В. Луначарского в августе 1918 года.
Потеряв волю к жизни, последние три года Татьяны Фёдоровна, теряя душевные и физические силы, фактически медленно умирала. Правда, некоторых сил придавало чувство ответственности перед памятью мужа, также поддерживала забота и участие многочисленных друзей и знакомых. Вдову регулярно навещали: композитор Александр Крейн с супругой, писатель Борис Зайцев, поэт-имажинист Александр Кусиков, Елена Усиевич — вдова известного революционера. Из пианистов, часто бывавших в доме Скрябина, следует назвать сестёр Гнесиных, а также учеников Сафонова и самого Скрябина: Эрденко, Гольденвейзер, Неменова-Лунц, Бекман-Щербина.
В последние два года руку помощи умирающей женщине протянула и поэтесса Марина Цветаева, жившая неподалёку, в Борисоглебском переулке. Цветаева проводила много времени в доме Скрябиных, иногда они с Татьяной Фёдоровной посещали и других знакомых. Также дружили их старшие дочери, две Ариадны, несмотря на значительную разницу в возрасте — Ариадна Эфрон, хотя и была на семь лет младше, но, как и Ариадна Скрябина рано проявила себя развитой творческой личностью.
Татьяна Фёдоровна совсем потеряла сон, и ночами Цветаева часто дежурила у её постели. Тема ночного бдения вообще была близка поэтессе: ещё в 1916 году ею был написан поэтический цикл «Бессонница», теперь дополненный ещё одним стихотворением, посвящённым Татьяне Фёдоровне. Именно постоянную изнуряющую бессонницу Цветаева считала главной причиной угасания Татьяны Фёдоровны. В то же время, в 1921 году вся семья Скрябиных, включая детей, переболела брюшным тифом, и его последствия, безусловно, тоже приблизили кончину слабой и измученной женщины. В том же году в комнате Ариадны поселилась её подруга по Смольному институту Катя Жданко, заставшая Татьяну Фёдоровну уже почти на пороге смерти:

 Ни приподняться, ни повернуться на другой бок без посторонней помощи она не могла, причём она издавала жалобный стон каждый раз, когда до неё дотрагивались. Всё же остальное время она лежала тихо и молчаливо, на редкость покорно и терпеливо снося свои страдания. Это была слишком гордая личность, чтобы позволить себе какую-либо жалобу на своё положение.
— из воспоминаний Е. Жданко (Агамджановой)
Татьяна Шлёцер умерла 10 марта 1922 года. По свидетельству Сабанеева, её организм к тому времени перенёс «чуть не одиннадцать болезней». Наконец, уже казалось, что наметилось кое-какое улучшение, однако в один из дней она, сидя в кресле, вдруг упала, а через несколько дней скончалась от «воспаления мозга». Такую же смерть — и по причинам, и по обстоятельствам — Сабанеев приписывает и Вере Ивановне, однако по другим сведениям главная соперница Татьяны Фёдоровны умерла в Петрограде от «испанки», полутора годами раньше.
Татьяна Фёдоровна была похоронена на Новодевичьем кладбище в одной могиле со Скрябиным. Среди присутствовавших на похоронах были Марина Цветаева и Борис Пастернак, их переписка тех дней очень точно передаёт настроение около могилы:

 Я была с ней в дружбе два года подряд, — её единственным женским другом за жизнь. Дружба суровая: вся на деле и в беседе, мужская, вне нежности земных примет. И вот провожаю её большие глаза в землю. <…> Вдруг — рука на рукав — как лапа: Вы. <…> Стоим у могилы. Руки на рукаве уже нет. Чувствую, <…> что Вы рядом, отступив на шаг. Задумываюсь о Т. Ф. — Её последний земной воздух. <…> Занята Т. Ф. — допроводить её! И, когда оглядываюсь, Вас уже нет: исчезновение.
— из письма Марины Цветаевой Борису Пастернаку

 Как могло случиться, что, плетясь вместе с Вами следом за гробом Татьяны Фёдоровны, я не знал, с кем рядом иду?
— из письма Бориса Пастернака Марине Цветаевой
Вскоре Цветаева уехала к мужу за границу, а едва не состоявшееся знакомство двух поэтов на могиле Татьяны Фёдоровны послужило началом их долгой и тонкой связи.
Тем временем, скрябинскую квартиру нужно было освобождать — на лето намечалось открытие музея. Семья навсегда покинула Россию: младшую Марину приютили бельгийские родственники, а Ариадна с бабушкой Марией Александровной оказалась в Париже, у своего дяди, Бориса Шлёцера.
17 июля 1922 года состоялось торжественное открытие Государственного мемориального музея А. Н. Скрябина. Заведовать им стала тётка композитора, Любовь Александровна. Ещё в раннем детстве она заменила Шуриньке мать, а затем, как и Татьяна Фёдоровна, посвятила Скрябину весь остаток своей жизни…, или всю жизнь без остатка.

## Семья
Ты вся любовь, всё совершенство.

Клянусь! за твой единый взгляд

И рая вечное блаженство

Я променяла бы на ад.

Ты как бездонное зерцало,

Ты как холодный горный ключ,

Текущий искрами кристалла.

Когда в нём светит лунный луч.

Тебя я обожаю страстно,

Но мы друг друга не поймём.

Ты лёд холодный и прекрасный,

Я столп, пылающий огнём.
Вступить в «незаконный брак» для дочери профессора — в России начала XX века это был крайне серьёзный и рискованный шаг. Не будет преувеличением сказать, что соединение со Скрябиным стоило Татьяне Шлёцер резкого осуждения и потери прежней семьи. Даже продолжавшие помогать ей многочисленные европейские родственники делали это лишь в силу номинального наличия родственных уз, и находиться среди них в отрыве от Скрябина Татьяне Фёдоровне было весьма непросто. Московские Шлёцеры вообще устроили ей травлю и наносили едва ли не больший вред, чем прямые враги — особенно это касалось престарелой тётки Иды Юльевны, чью партию Скрябина с кроткой и послушной жиличкой Верой Исакович вероломно разрушила племянница, вечно непослушная и слишком свободная в своём поведении. Пожалуй, вполне на стороне Татьяны Фёдоровны остался только её старший брат, Борис Шлёцер; впрочем, она и сама ни в ком более не нуждалась: единственным мужчиной в её глазах оставался Скрябин, а во всех женщинах она видела завистниц и потенциальных соперниц. Мир Татьяны Фёдоровны населяли только её муж и дети, причём почти всё пространство этого мира занимал Скрябин. Всё прочее относилось к категории сугубо внешнего и подозрительно-враждебного мира. Этим объясняются и тяжелейшие последствия для её здоровья, вызванные утратами близких — сначала Скрябина, а потом Юлиана, как раз в тот момент, когда сын стал понемногу осуществлять надежды, что ему удастся занять опустевшее место отца. Татьяна как бы повторно пережила крушение своей вселенной, что спровоцировало тяжёлую непроходящую депрессию, хотя в ту эпоху смерть человека в раннем, а тем более в детском возрасте была вполне рядовым событием и воспринималась большинством без излишнего трагизма.
Если со смертью Юлиана, бывшего, по свидетельствам современников, копией отца, собственно скрябинский дух пресёкся, то продолжением самой Татьяны Фёдоровны стала её старшая дочь, Ариадна, впитавшая, впрочем, многое и от самого Скрябина.
Ариадна Александровна Скрябина (Сарра Кнут) (1905—1944) — рано почувствовала в себе литературное призвание, писала стихи, подписывая их псевдонимом «Орлицкая» (посвящение матери начала 1920-х годов см. справа). После смерти матери вместе с бабушкой оказалась в Париже у дяди, Бориса Шлёцера. Сразу же начала самостоятельную жизнь, была близка к литературным кругам русского зарубежья, писала и публиковала стихи. Сменила двух мужей и родила троих детей, пока, как и мать, не нашла «своего» мужчину — еврейско-русского поэта Довида Кнута — не вышла за него замуж и не родила от него сына:

В Ариадне сочетались редкостная душевная тонкость и совершенно безумные, дикие страсти. Она была очень уверена в себе. Точно знала, чего хочет. Совсем как её мать, когда та схватила Скрябина и сказала: «Ты — мой, у тебя нет выбора, и говорить больше не о чём». Вместе с тем, в ней было нечто мистическое, унаследованное от отца.
— из воспоминаний Евы Киршнер (Циринской)
Будучи страстной и экзальтированной натурой, Ариадна отдавалась всему без остатка. Так, через увлечение литературой и контакты в эмигрантских кругах она пришла к идеям ревизионизма в политическом сионизме. Вскоре прошла гиюр, приняв еврейское имя Сарра. В годы гитлеровской оккупации Франции была организатором и активным участником еврейского Сопротивления, действуя под именем Регина (или Режин) на юге страны, подконтрольном коллаборационистам. Убита в 1944 году на явочной квартире в Тулузе петеновским милиционером незадолго до падения режима Виши.
Марина Александровна Скрябина (1911—1998) — младшая дочь Александра Скрябина и Татьяны Шлёцер. После смерти матери Марину забрали к себе её бельгийские родственники. Прожила долгую жизнь во Франции, стала музыковедом и искусствоведом. Сотрудничала с Борисом Шлёцером, в частности, написала предисловие к английскому переводу его книги о Скрябине (1987). Приезжала в Россию.

## Татьяна Шлёцер в жизни Скрябина

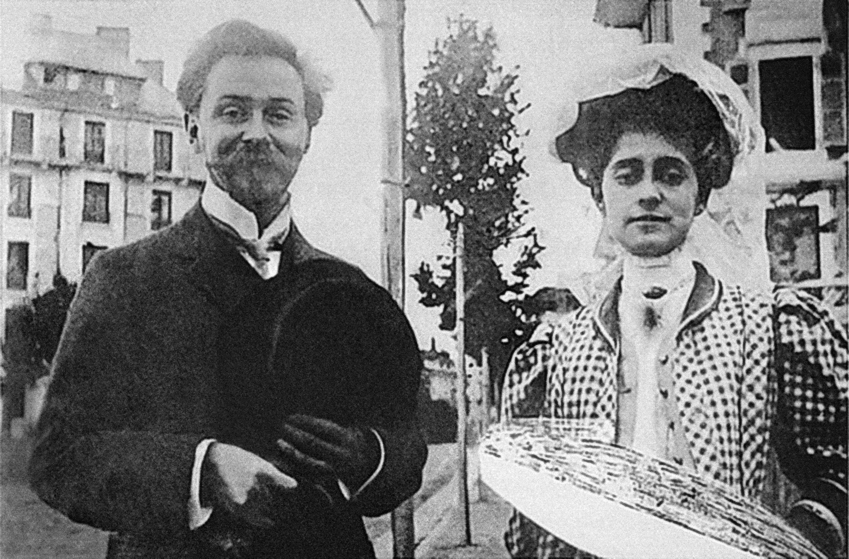
Скрябин и Татьяна в Брюсселе, 1909

Понять истинное место Татьяны Шлёцер в жизни Скрябина возможно, только проникнув в суть их взаимоотношений, а сделать это крайне затруднительно, несмотря на сохранившуюся обширную переписку и многочисленные свидетельства очевидцев. Оба они были склонны к чрезмерной патетике, как, впрочем, и некоторые комментаторы «скрябинского» круга, например, Ольга Монигетти. В письмах Скрябина, особенно первых лет их отношений с Татьяной, эта экзальтированная восторженность, в которой проскакивают вполне «вагнеровские» нотки (Береги себя; будешь ты, так я ещё тысячу поэм напишу, Берегись — берегись, берегись!), перемежается столь же запредельной нежностью, переходящей в «сюсюканье» взрослого с неразумным ребёнком (Успешка-то я хочу только для денежек, чтобы мой Тасинька сыт и пьян был!). Впрочем, из них двоих вечным ребёнком, Сашей, а то и «Скрябочкой», играющим во взрослого, оставался как раз Александр Николаевич, а Татьяна Фёдоровна в большинстве случаев лишь психологически подстраивалась или умело подыгрывала ему.

### Свидетельства современников
Наслоения разнообразных эпистолярных «искусственностей» в переписке Скрябина и Татьяны Фёдоровны не позволяют обнаружить определяющие связи между супругами, несмотря на всю интимность этой переписки. Совершенно очевидно, например, лукавство и наигранность заявлений Скрябина о том, что вдохновляется он одной Татьяной, что творит он исключительно для неё, и что успех ему нужен только для того, чтобы обеспечить ей безбедную жизнь. С другой стороны, не менее очевидно, что Татьяна всё это прекрасно понимает и принимает правила игры. Однако здесь проявляется ещё одна особенность её характера: безоговорочно приняв правила игры Скрябина во всём, что касается его творчества, в столь же категорической форме она заставляет его принять свои правила — касающиеся всей остальной жизни. Это происходит не сразу: если во время отъезда Скрябина на похороны старшей дочери Риммы Татьяне остаётся лишь забрасывать его жалостливыми письмами, то через несколько лет, когда умер сын Лёва, по словам Ольги Монигетти, «дали знать отцу, но… его не пустили».
Воспоминания очевидцев о Татьяне Фёдоровне довольно противоречивы и также не слишком проясняют картину. Интересно сопоставить воспоминания Ольги Монигетти, полные женской пристрастности и обличительного пафоса, и Леонида Сабанеева, «верного оруженосца» Скрябина. В мемуарах Монигетти Татьяна Фёдоровна предстаёт типичным «домашним тираном», вампиром, подчинившим себе волю художника. Естественно предположить, что Монигетти сгущает краски из-за личной неприязни к Татьяне, вероятно, так оно и есть, но в пользу её свидетельств говорят фрагменты, которые невозможно просто так выдумать, кроме того, диалоги и манера речи Скрябина и Татьяны в них переданы очень узнаваемо для знакомых с их перепиской:

Разговор невольно перешёл на прошлое, и увлечённый воспоминаниями Александр Николаевич машинально играл безделушками, стоящими на столе:

— Саша! Зачем ты их передвигаешь? — вдруг резким тоном осадила его Татьяна Фёдоровна.

Александр Николаевич так же машинально отнял руку.

— Саша, что ты делаешь? Поставь их на место, как они стояли!

Александр Николаевич быстрым взглядом посмотрел на свою строгую менторшу.

— Таточка, ты… — Он не докончил фразы.

— Поди скажи, чтобы нам дали чай. Сделай всё так, как я говорила, помнишь? — строго сказала Татьяна Фёдоровна.

Саша не может ограничиться писанием гениальных сочинений, сидя у себя в кабинете. Для совершения мирового переворота ему нужно быть постоянно в общении с людьми <…> через несколько лет Саша будет господином мира. Я могу это сказать Вам, дорогая Маргарита Кирилловна, так как Вы принадлежите к тому небольшому числу людей, которые разделяют мою веру <…>
Моё счастье досталось мне не даром, уверяю Вас. <…> Если мне и неприятно сознавать, что я, даже непреднамеренно, причинила кому бы то ни было горе, то, с другой стороны, меня вполне удовлетворяет мысль, что я создаю Саше благоприятную для его творчества атмосферу. <…>
Играть же сочинения А.Н.Скрябина может всякий находящий в них красоту пианист, для этого, конечно, нет необходимости быть его неразведённой женой. <…> я хочу ещё раз сказать, <…> чтобы Вы были спокойны за Сашино счастье, составляющее предмет моей постоянной заботы. Я вполне сознаю важность своей задачи и лежащую на мне ответственность.
Причём, Ольга Монигетти не одинока в своих взглядах на Татьяну Фёдоровну, её версия весьма корректно согласуется со многими другими свидетельствами, часто дополняется ими, но не опровергается. В них, к примеру, рассказывается, как Татьяна Фёдоровна накануне концерта устроила Скрябину скандал, настаивая, чтобы до выхода на сцену он всё время находился подле неё в зале, на видном месте, чтобы все видели, кто здесь «настоящая жена». Выполнение этого требования, равно как и сам скандал перед выступлением вполне могли сказаться на душевном равновесии Скрябина и, в конечном счёте, на качестве его игры, однако собственные амбиции Татьяна Фёдоровна ставит выше. Согласно другому свидетельству, Татьяна Фёдоровна постоянно требовала от Скрябина, чтобы он добился развода, хотя в принципе не существовало легальных средств заставить законную супругу дать развод против её воли.
С сочувствием относившаяся к семейной драме Скрябиных Маргарита Морозова первое время вынуждена была выполнять неприятную роль посредника и миротворца в этом любовном треугольнике. К ней обращались с различными поручениями и Татьяна Фёдоровна, и Александр Николаевич, и Вера Ивановна, утратив желание обращаться друг к другу напрямую. Сочувствие Морозовой к Вере Ивановне во многом можно было объяснить чувством «женской солидарности» с брошенной женщиной, но не только. Маргарита Кирилловна видела в Вере Скрябиной выдающуюся пианистку, чьё исполнительское искусство содействовало прирастанию славы Скрябина-композитора. В то же время Татьяна Шлёцер, не бывшая профессиональным музыкантом, не могла принести скрябинскому искусству публичной пользы, и кроме того, мемуаристка, по её собственному признанию, была напугана её очевидным влиянием на Александра Николаевича. Помимо всего этого Вера Ивановна была домашним учителем музыки детей своей покровительницы. С этой точки зрения весьма характерен рассказ Морозовой из времён парижской жизни Скрябина и Шлёцер:

Упомяну о маленьком эпизоде, который произвёл на всех собравшихся тогда неприятное впечатление. Я пригласила к обеду Скрябиных, Рахманинова, Шаляпина и ещё несколько человек. Во время обеда мы все хотели вызвать Александра Николаевича на беседу, но Татьяна Фёдоровна буквально всё время его перебивала словами: «Душечка, позволь мне сказать!» — и начинала пространно и долго говорить. Он покорно замолкал. Из этого маленького эпизода видно, как Татьяна Фёдоровна своим волевым и даже деспотическим характером приводила в полную покорность Александра Николаевича. Конечно, не его духовную сущность, которая никаким влияниям не поддавалась, а его эмпирический характер, который был мягок, уступчив и не любил борьбы.— Морозова М. К. Воспоминания об А. Н. Скрябине // Наше наследие. — 1997. — № 41. — С. 57.
Леонид Сабанеев, претендуя на объективность, гораздо более снисходителен к Татьяне Фёдоровне: для него гражданская жена Скрябина — опора его жизни, женщина, полностью освободившая композитора от любых забот, кроме творческих, хотя и не лишённая ряда личностных недостатков. Кроме хозяйственных, чисто домашних вопросов, она досконально ориентируется и в сочинениях Скрябина, включая ранние, — по версии же Монигетти, Татьяна Фёдоровна плохо знала творчество своего мужа и не особенно им интересовалась.
При сопоставлении воспоминаний Монигетти и Сабанеева, касающихся Татьяны Фёдоровны, как наиболее обстоятельных и полярных, прослеживается крайне мало сходства даже в деталях, а там где совпадения всё же обнаруживаются, Сабанеев весьма мягок, хотя и не всегда тактичен, тогда как Монигетти — безжалостна. Почти полное совпадение мемуары обнаруживают только в одном принципиальном моменте: оба автора отмечают «дурноватый» мещанский вкус Татьяны Фёдоровны, который при полном безразличии и попустительстве Александра Николаевича в очень значительной мере формировал облик их жилища. Монигетти «в красках» рисует картину полнейшего попрания духовных ценностей мещанским бытом:

Этот священный инструмент, который Александр Николаевич любил как что-то одушевлённое <…> и на который не позволил бы ни себе, ни кому другому даже шляпу положить, — этот рояль был весь задрапирован какой-то тонкой шёлковой жёлтой шалью вроде пёстрых кавказских одеял, причём складки, висевшие на полу, придерживались в нескольких местах тяжёлыми бронзовыми вещицами, и посередине рояля (у меня волосы встали дыбом) стоял горшок с живым цветком.

Я остолбенела и перевела глаза на Скрябина.<…>

Встретясь с моим взглядом, Александр Николаевич вспыхнул, отвёл глаза и быстро сказал, извиняя хозяйку:

— Татьяна Фёдоровна сама поливает этот цветок, она такая аккуратная…

Далее Монигетти доверительно сообщает, что Татьяна Фёдоровна вообще запрещала Скрябину «разоблачать» рояль и открывать его крышку, а потому композитор был вынужден сочинять и репетировать перед выступлениями в совершенно невозможных условиях, не слыша подлинного звучания инструмента.

Если верить обоим мемуаристам, Скрябин одновременно находился в двух мирах, двух жизнях. Мы словно вычитываем два варианта одной судьбы. Там — он не просто «подкаблучник», но человек, лишившийся воли и даже теряющий собственное «я» под жутким гипнозом своей «спутницы жизни». Здесь — свободный художник, который не соприкасается ни с чем лишним, житейским; композитор, чья жизнь проходит только в творчестве, концертах, встречах с друзьями.
— Сергей Федякин
Сам Скрябин, защищая от постоянных нападок Татьяну Фёдоровну и самого себя, естественно, всегда и всюду свидетельствовал в пользу второй версии. Исключения были чрезвычайно редки и внешне непроизвольны. О них следует упомянуть при рассмотрении генезиса и развития отношений Скрябина и Татьяны.

### Психологический анализ

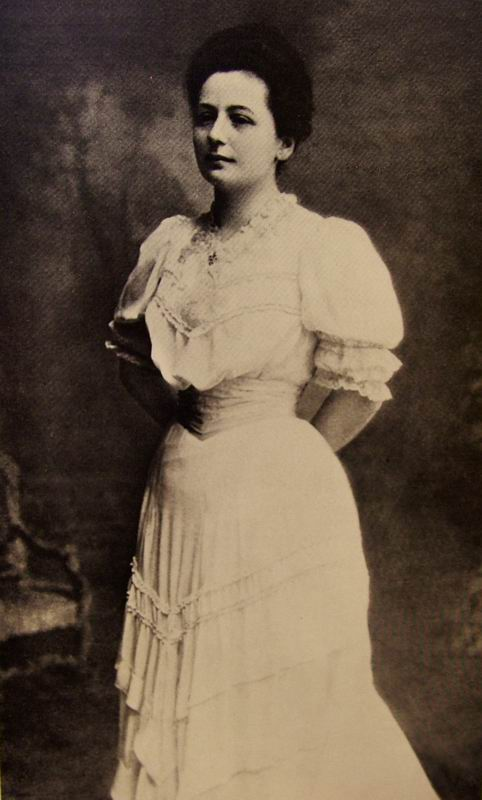
Побеждённая соперница Вера Скрябина, в будущем профессор Петроградской консерватории, 1908

Татьяна Шлёцер привлекла внимание Скрябина при первой же встрече, в ноябре 1902 года. Несколькими месяцами ранее композитор начал работу над «Божественной симфонией», которая стала высшим достижением «старого» Скрябина. Связь между появлением Татьяны и «обновлением» Скрябина представляется очевидной. Композитор продолжает путь дерзкого и бескомпромиссного новатора, шаг за шагом претендующего на сверхчеловеческое, пророческое, супермессианское. Но теперь Скрябин полностью свободен, творчески и лично.
Освобождению этому, особенно в первые несколько лет, было свойственно мощное эротическое начало, которое, постепенно набирая силу, достигло верхней точки своего воплощения в «Поэме экстаза». Затем на первый план стала выходить мистический и эсхатологический компонент личности Скрябина, приведший композитора к ярко-утопической и, по мнению отдельных специалистов, даже психопатологической идее всеобщей итоговой Мистерии. Однако и эта идея в своей основе осталась глубоко эротичной: посредством Мистерии Скрябин, отождествлявший себя с неким сверхсуществом или творящим Духом, намеревался овладеть всем материальным миром как женщиной:

Как человек во время полового акта в минуту экстаза теряет сознание и весь его организм во всех точках переживает блаженство, так и Бог-человек, переживая экстаз, наполнит вселенную блаженством и зажжёт пожар.
— Александр Скрябин, 1905—1906
Несколько иначе воспроизводит концепцию Скрябина Маргарита Морозова: «Вселенский экстаз — это эротический акт, блаженный конец, возвращение к Единству».
Личностное обновление Скрябина, даже если судить только по этапному перелому в его творческом почерке, началось не позже, а несколько раньше знакомства с Татьяной Шлёцер. Факты свидетельствуют о том, что ко времени их встречи «пожар» в Скрябине уже горел, недоставало лишь возможности сублимации, через полное физическое и духовное соитие и единение с женщиной.
Вера Ивановна в этом отношении никогда не подавала мужу особых надежд: прижив с ней четверых детей, он не испытывал к ней страсти и всегда относился, скорее, по-дружески. Скрябин женился лишь потому, что был совершенно уверен в необходимости обзавестись семьёй к 26 годам, а другой кандидатуры на тот момент не оказалось. В итоге, его убедили, а фактически — женили насильно. По воспоминаниям М. К. Морозовой, уже в первый год после свадьбы молодожёны имели «убитый вид», по её мнению, в Вере Ивановне Александр Николаевич «не встречал ни того понимания, ни той экспансивности и энтузиазма, которые ему были так нужны. Вера сама это чувствовала и сама иронизировала над собой, над своей, как она говорила, „тупостью“». Для самореализации Скрябин был вынужден искать другую кандидатуру.

В 1902 году Александр Николаевич преподавал в Екатерининском женском институте. Там у него училась Маруся Б., очень хорошенькая и смелая девушка лет 17-ти. Она совершенно вскружила голову Александру Николаевичу<…>, он даже считал своим долгом развестись с Верой и жениться на ней. <…> Но Маруся Б. разрубила сама этот узел, вдруг уехав в Петербург.<…> Без сомнения, инициатива всецело принадлежала Марусе Б.<…> Она даже побилась в этом об заклад со своими подругами.<…> Александр Николаевич мог увлечься и потерять голову по свойству своей увлекающейся натуры, особенно когда он подвергался такому энергичному нападению но, чтобы он действовал сам, преследуя цель увлечь или соблазнить кого-нибудь — это было совершенно исключено. Вера была посвящена во все подробности этого события, Александр Николаевич иначе не мог.
— из воспоминаний М. К. Морозовой
Таким образом, попытка достичь персонального Экстаза с некой Марей Б. успехом тоже не увенчалась, но уже из-за внешних, во многом случайных причин. И тогда в жизни Скрябина появилась Татьяна Шлёцер, больше всего на свете боявшаяся его потерять и готовая на всё, чтобы привязать его к себе. Одним из способов стал экспансивный секс, которого у Скрябина раньше не было, и в котором Скрябин нашёл подтверждение своей теории Экстаза. Татьяна дала Скрябину сразу два самоутверждения: через беспрекословное принятие его гениальности и через яркую полноту сексуальной жизни и, кроме того, избавила его от излишков всего суетного и земного.
Для поддержания композитора в состоянии непрекращающегося «экстаза» и сохранения собственного уникального положения его носительницы Татьяна Фёдоровна методично вычищала из скрябинского пространства чужое женское присутствие. Главные силы Татьяна направила, естественно, на выталкивание из него Веры Ивановны — прежде всего, из-за прочных связей между ней и Скрябиным, образовавшихся, в первую очередь, за счёт их общих детей. В остальном Вера не могла составить Татьяне конкуренции, поскольку и в душе, и в системе ценностей Скрябина они занимали слишком разные места. Впрочем, Татьяна, дополнительно подстёгиваемая своим шатким статусом «незаконной супруги», сразу же взяла курс на полную «монополизацию», и очень быстро сделалась не только музой, любовницей, фактической женой, но и главным, а со временем и единственным другом Скрябина, — прежде всего, по ней он измерял значение и ценность всего остального мира людей. И, что весьма показательно, даже после окончательного разрыва Скрябина с первой семьёй Татьяна Фёдоровна не решилась поднять руку на эту часть скрябинского архива, в то время как следы настоящей и опасной соперницы, Маруси, были уничтожены сразу и полностью, и даже её полное имя — Мария Владимировна Богословская (или, по другим данным, Благовещенская) — сохранилось для истории по чистой случайности. Татьяна Шлёцер сделала всё возможное, чтобы заменить Скрябину всех женщин сразу, стараясь соединить в себе сильнейшие стороны каждой из них. Разумеется, эта задача, ничуть не менее утопическая, чем «Мистерия», была заранее невыполнима:

Когда он меня провожал, на вокзале в момент отхода поезда, я стояла у окна в вагоне, а он вышел из вагона и стоял перед этим окном, он опять с весёлой улыбкой вспомнил о Марусе Б. И говорил, как ему хотелось бы увидеть её, рассеяться и немного забыться.— из воспоминаний М. К. Морозовой

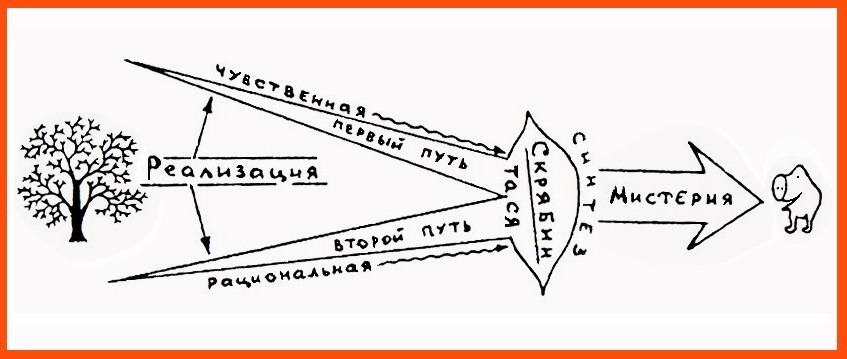
Предложенная Р. М. Войтенко схема взаимодействия Скрябина и Татьяны Фёдоровны. Рисунок: Юрий Ханон

По словам Сабанеева, и ему Скрябин также как-то раз признался с редкостной откровенностью: «Ведь я по-настоящему любил одну только Марусю, но зато Т. Ф. умеет лучше меня держать в руках». И в самом деле, в молодые годы Скрябин регулярно «вдохновлялся» бутылкой коньяка, неизменно стоявшей на его домашнем рояле, был чрезвычайно возбудим, и не мог спокойно усидеть рядом с любой мало-мальски привлекательной женщиной, постоянно увлекаясь как подросток. Первый брак мало что переменил: Скрябин не только не стал сдержаннее, но в некоторых отношениях «раскрепостился» больше прежнего. И только Татьяна Фёдоровна смогла «ограничить» его порывы ласковой, но жёсткой рукой. По мнению Н. А. Юрмана, в результате подобного ограничения возможностей эротизм физиологический у Скрябина сублимировался в эротизм творческий, что в итоге и привело его к идее Мистерии — глобального творческого акта, в ходе которого он мог бы высвободить и реализовать накопленный эротический потенциал.
Несколько иначе рассматривает этот вопрос известный психотерапевт Р. М. Войтенко. В беседе с Юрием Ханоном он отстаивает точку зрения, согласно которой личностное и творческое «преображение» Скрябина, «солипсиста-самоучки», стало результатом пересечения двух путей его самореализации: рационального и чувственного, причём пересечение это состоялось бы вне прямой зависимости от всего «внешнего», куда Войтенко относит и фигуру Татьяны Фёдоровны:

Смоделируем ситуацию: вот он уже готов к своей новой деятельности, тут появляется, скажем, дама, которая это замыкает. [Или] он, скажем, заболевает. И вот в момент страха реальной смерти, которой он всю жизнь боялся, происходит замыкание и появляется та же самая идея. Замкнутая система между Я и ОНО уже сформировалась. Дальше нужно её как-то персонифицировать. В данном случае возникает дама, но могла бы быть какая-нибудь другая трагедия. Идея есть, а дальше может быть глина, металл, ткань, гранит. Конечно, в граните и ткани будут разные воплощения. Но в начале была идея.— Р. М. Войтенко
Отдельно Войтенко отмечает неврастенический склад скрябинского темперамента, осложнённый тревожно-мнительным радикалом. Именно по этой причине при постоянно возрастающем уровне притязаний композитору для нормальной работы необходимо было достигать состояния эмоциональной расторможенности, оторванности от собственных переживаний, в конечном счёте, «опьянённости». Поначалу для достижения подобного «рабочего состояния» вполне хватало порции алкоголя. Однако после соединения рациональной и чувственной ветвей самореализации ему потребовалось уже более мощное средство постоянного воздействия. Этим средством и стала Татьяна Шлёцер, которую Войтенко называет «маткой выращивающей», поскольку она, создав Скрябину наиболее комфортные условия ограничения внешней активности, «вырастила» из него художника нового уровня. Одновременно её присутствие обусловило и выбор новой сексуальной семантики, через которую Скрябин выражал свои идеи. Если бы ради эмоционального освобождения Скрябину пришлось ограничить себя какими-то иными средствами, к примеру, страхом болезни или пониманием собственной близкой и мучительной кончины, в таком случае изменилась бы только семантика его творчества. И тогда вместо «Поэмы экстаза» он вполне мог бы написать аналогичную «Поэму смерти», но затем, так или иначе, он всё равно вышел бы к сверхценной идее Мистерии.

## Комментарии
1. ↑  Семьи Скрябина и художника Леонида Пастернака жили по соседству в Оболенском и, сдружившись, продолжали активно общаться в Москве. Дети Леонида Осиповича — Борис и Александр — оставили воспоминания о Скрябиных. Борис Пастернак в детстве и юности буквально боготворил Скрябина и сам мечтал стать композитором[23].
2. ↑  Для семьи Маргариты Кирилловны стараниями Скрябина была снята вилла в Нионе, на противоположном от Везна берегу Женевского озера. Морозова часто приезжала к Скрябиным, иногда и Александр Николаевич выбирался к Морозовым — для этого необходимо было пересечь озеро на пароходе.
3. ↑  Точные указания на причины и обстоятельства конфликта в сохранившейся переписке Скрябина и других лиц отсутствуют. Согласно наиболее распространённой версии конфликт, едва не приведший к дуэли, всё же был связан с денежными расчётами за прошедший концерт.
4. ↑  По дальнейшим сообщениям Скрябина, один день в Америке обходился ему впятеро дороже, чем в Европе
5. ↑  Скрябин показал Альтшулеру «практически окончательный», как он сам тогда полагал, вариант «Поэмы экстаза», однако после возвращения в Европу композитор продолжил дорабатывать симфонию в течение ещё более полугода и внёс в неё значительные изменения.
6. ↑  Поддерживал и пропагандировал эзотерический мистицизм Скрябина, пожалуй, только один человек, не относящийся, впрочем, к музыкальному миру напрямую: Борис Шлёцер. Поддержка эта не могла изменить отношения коллег и публики к поэтико-философским изысканиям Скрябина: статьи Шлёцера, развивающие маловразумительные скрябинские идеи о «психее» или «духе играющем», вызывали не меньшее недоумение и раздражение читателей и критиков. Позже некоторое учтивое сочувствие Скрябин получил от знакомых поэтов-символистов, таких как Вячеслав Иванов, Бальмонт, Балтрушайтис, на «территории» которых он оказывался со своими текстами, и которым была симпатична сама идея синтетического, обобщающего искусства с большой символико-философской нагрузкой, весьма прогрессивная для того времени. Безусловно, Скрябин также легко находил общий язык со всевозможными мистиками и теософами, на которых Серебряный век был богат, и подавляющее большинство из которых были немедленно забыты по его окончании.
7. ↑  Морозова жертвовала Скрябину вдвое меньше.
8. ↑  Подобные расценки были высшими по тем временам и при оглашении непременно возбудили бы зависть и злословие в музыкальном мире, поэтому единственной просьбой Кусевицкого к Скрябину было сохранение в тайне конфиденциальных условий их сотрудничества, которое, кстати, было скреплено только устными договорённостями. Именно это обстоятельство и стало впоследствии причиной конфликтов и осложнения в их отношениях.
9. ↑  Впрочем, это не помешало Борису Шлёцеру опубликовать собственный «философский комментарий» к «Поэме экстаза», получивший от Лядова характеристику «премудрой ахинеи».
10. ↑  Вероятно, речь идёт о сольном концерте Скрябина, состоявшемся 21 февраля 1912 года.
11. ↑  Целью своего творчества Скрябин считал радикальное очищение и перерождение мира через всечеловеческий акт эротического сотворчества. Решению этой грандиозной сверхзадачи была внутренне подчинена вся его деятельность, направленная на создание и исполнение «Мистерии», последнего акта в существовании этого мира («Предварительное действо» для этого акта он успел в значительной мере проработать). Очевидно, такое событие, как мировая война, воспринималось им как подтверждение его предчувствий скорейшего конца старой цивилизации и появления на её месте новой — принципиально другой.
12. ↑  Нынешний адрес дома: ул. Десятинная, 8.
13. ↑  Шестовы и Балаховские имели доверительные отношения и состояли в родстве.
14. ↑  Связь трёх семейств — Цветаевы, Грушка и Скрябины — довольно глубокая. Филолог-классик А. А. Грушка, в чьём доме Скрябины занимали второй этаж, был учеником профессора И. В. Цветаева, отца Марины Цветаевой. Этот дом и до поселения в нём Скрябиных был одним из важных московских культурных центров, притягивая к себе множество известных деятелей. Большинство из них также проживали в районе Арбата, со многими был хорошо знаком Александр Скрябин.
15. ↑  По свидетельству Леонида Сабанеева, только за последние пять лет жизни композитора — время его активного общения со Скрябиным — «не менее двадцати представительниц прекрасного пола получили „отставку“ от дома. Им дано было понять, что без них тут лучше себя чувствуют».